# Serie B 2004-2005
La Serie B 2004-2005 è stata la 73ª edizione del secondo livello del campionato italiano di calcio a girone unico, disputata tra il 10 settembre 2004 e l'11 giugno 2005 e conclusa con la vittoria dell'Empoli, al suo primo titolo.
Capocannoniere del torneo è stato Gionatha Spinesi (Arezzo) con 30 reti.

## Stagione
Il calendario fu sorteggiato il 12 agosto 2004, mentre il torneo partì il 10 settembre con un anticipo, per poi concludersi l'11 giugno 2005 (26 giugno se si considera il ritorno della finale play-off). Per la settima stagione consecutiva, TIM è lo sponsor ufficiale del campionato, che prese dunque il nome di Serie B TIM 2004-2005.
Furono previsti cinque turni infrasettimanali: 21 settembre, 6 ottobre, 26 ottobre, 6 gennaio e 3 febbraio, poi diventati sei con l'aggiunta del 20 aprile (necessario, dopo lo slittamento di una settimana dei due turni precedenti in seguito alla morte di Papa Giovanni Paolo II) e tre soste: 26 dicembre e 2 gennaio per la pausa natalizia e 20 marzo per sosta tecnica.
A sostituire Palermo, Cagliari, Livorno, Messina, Atalanta e Fiorentina, salite in Serie A la precedente stagione, scesero dalla massima serie solamente il Perugia (dopo sei stagioni di A), il Modena e l'Empoli (entrambi dopo due), mentre a rimpiazzare le retrocesse Avellino e Como, salirono dalla C1 l'Arezzo (al ritorno in B dopo 16 anni), il Catanzaro (dopo 14 anni), il Cesena (dopo 4 anni) e il Crotone (dopo 2 anni). In seguito ai fallimenti avvenuti in estate dell'Ancona (retrocesso dalla Serie A e poi iscritto in serie C2) e del Napoli (iscritto poi alla serie C1), vennero riammessi il Bari e il Pescara.

## Orari di gioco
Dalla 1ª all'11ª giornata e nuovamente dalla 31ª alla 42ª, i normali turni di campionato si giocavano al sabato sera alle 20:30, con le sole eccezioni della 7ª giornata che si giocò di domenica alle 15:00, della 31ª che si giocò di sabato alle 15:00 (entrambe per via del turno di riposo della Serie A) e della 41ª, spostata alla domenica sera per la concomitanza con la partita di qualificazione ai Mondiali 2006 della Nazionale. Dalla 12ª alla 30ª giornata, invece, si giocava alla domenica pomeriggio alle 15:00, in contemporanea con la Serie A.
Solitamente si disputava un anticipo al venerdì e un posticipo al lunedì entrambi alle 20:30 (dalla 8ª giornata l'orario passò alle 20:45), con le eccezioni della 13ª giornata (dove venne giocato un anticipo aggiuntivo al sabato alle 20:30 mentre il posticipo si giocò alla domenica sera alle 20:30), della 27ª con un posticipo aggiuntivo alla domenica sera alle 20:45 e della 30ª con due posticipi aggiuntivi giocati al giovedì, uno alle 19:00 e uno alle 20:45 (le partite in questione erano AlbinoLeffe-Treviso e Verona-Triestina, posticipate in quanto il loro stadio era già occupato dalle partite di Serie A, Atalanta-Parma e Chievo-Juventus). Nei turni che ne precedevano uno infrasettimanale, si giocavano due anticipi al venerdì senza il posticipo, mentre nei turni che ne seguivano uno infrasettimanale giocato al mercoledì o al giovedì, si giocavano due posticipi al lunedì, con la sola eccezione della 7ª giornata dove uno dei due posticipi venne giocato alla domenica sera.
I turni infrasettimanali si giocavano al martedì (3ª e 10ª giornata), al mercoledì (6ª e 34ª) e al giovedì (19ª e 24ª) alle 20:30, con la sola eccezione della 19ª giornata, giocata alle 15:00. Nella 3ª giornata venne giocato un posticipo al mercoledì alle 20:30. Per gli ultimi quattro turni (dalla 39ª alla 42ª) venne osservata la contemporaneità di tutte le gare.
Questo fu l'ultimo campionato di Serie B fino a quello 2017-2018 in cui alcune giornate si giocarono alle 15:00 della domenica in contemporanea con quelle di Serie A.

## Novità

### Novità regolamentari
Dopo il torneo a 24 squadre della precedente stagione, l'organico della Serie B venne ridotto e stabilizzato a 22 partecipanti, in seguito alla riforma dei campionati approvata l'anno precedente. L'ultimo campionato di Serie B con 22 squadre al via risaliva a 54 anni prima, e fu quello del 1949-1950. Furono apportate modifiche anche ai criteri di promozione: tre sole promozioni in A (invece delle 5/6 dell'anno prima) con l'introduzione regolamentare dei play-off in sostituzione dell'inedito spareggio interdivisionale usato nella precedente stagione. Le retrocessioni invece, rimasero immutate, quattro squadre sarebbero scese in C1, mantenendo la formula dei play-out già usata nello scorso campionato.

#### Promozioni
La promozione in massima serie era diretta per le prime due classificate, mentre la terza classificata sarebbe stata subito promossa se il distacco dalla quarta in graduatoria era uguale o maggiore di 10 punti. In caso contrario si sarebbero resi necessari i play-off, a cui avrebbero preso parte i quattro team piazzatisi dal 3º al 6º posto i quali si sarebbero affrontati in gare di semifinale e finale di andata e ritorno tramite il seguente schema:
- Semifinali:
  - 3ª classificata - 6ª classificata
  - 4ª classificata - 5ª classificata

Le semifinali d'andata si giocavano in casa della squadra peggio piazzata in classifica. La squadra vincente del doppio confronto sarebbe stata quella che aveva ottenuto più punti, secondo il tradizionale sistema di punteggio (3 punti per la vittoria, 1 per il pareggio e 0 per la sconfitta). In caso di parità si sarebbero seguiti i seguenti criteri:
1. Passava la squadra con la miglior differenza reti nel doppio confronto.
2. In caso di ulteriore parità era premiata la squadra meglio classificata nella stagione regolare.

- Finale:
  - Vincente semifinale 1 - Vincente semifinale 2

La finale d'andata si giocava in casa della squadra peggio piazzata in classifica. La squadra vincente del doppio confronto sarebbe stata quella che aveva ottenuto più punti, secondo il tradizionale sistema di punteggio (3 punti per la vittoria, 1 per il pareggio e 0 per la sconfitta). In caso di parità si sarebbero seguiti i seguenti criteri: 
1. Veniva promossa la squadra con la miglior differenza reti nel doppio confronto.
2. In caso di parità erano previsti i tempi supplementari.
3. In caso di ulteriore parità, andava in Serie A la squadra meglio classificata nella stagione regolare.

#### Retrocessioni
Per quanto concerne le retrocessioni, sarebbero scese direttamente le ultime tre squadre in graduatoria cioè quelle giunte dal 20º al 22º posto. La 19ª classificata sarebbe stata subito retrocessa se il distacco dalla 18ª sarebbe stato uguale o superiore a 5 punti.
In caso contrario si sarebbero resi necessari i play-out, a cui avrebbero preso parte proprio queste due squadre. La partita d'andata si sarebbe giocata in casa della squadra peggio piazzata in classifica. La squadra vincente del doppio confronto sarebbe stata quella che aveva ottenuto più punti, secondo il tradizionale sistema di punteggio (3 punti per la vittoria, 1 per il pareggio e 0 per la sconfitta). In caso di parità si sarebbero seguiti i seguenti criteri:
1. Si salvava la squadra con la miglior differenza reti nel doppio confronto.
2. In caso di ulteriore parità, rimaneva in Serie B la squadra meglio classificata nella stagione regolare.

### Novità disciplinari
Dal punto di vista disciplinare, venne introdotta la regola dell'ammonizione tassativa a chi si toglieva la maglia per esultare dopo un gol. In precedenza il cartellino giallo poteva scattare se ciò comportava una perdita di tempo tale da svantaggiare la squadra avversaria. Un'altra novità fu l'introduzione del divieto di fumare all'interno dell'area tecnica durante la partita, norma approvata dalla UEFA nel dicembre 2003.

### Altre novità
Per quanto riguarda gli sponsor delle squadre, venne approvata una nuova normativa, infatti, fu concesso alle società di apporre un secondo logo commerciale, accanto al jersey-sponsor principale (opportunità colta solo da Arezzo, Catanzaro, Modena, Treviso e Vicenza).

## Avvenimenti

### Antefatti

#### Calciomercato (sessione estiva, dal 1/7 al 31/8)
Tra le retrocesse dalla A, il Perugia, dopo la retrocessione sancita dallo spareggio e sotto la guida del nuovo presidente Alessandro Gaucci (figlio di Luciano), si affidò al nuovo allenatore Stefano Colantuono e puntò a rinforzare l'attacco comprando Antonio Floro Flores, Jaroslav Šedivec e Giuseppe Mascara, oltre a Davide Baiocco e Ferreira Pinto a centrocampo. Il Modena puntò sulla nuova guida tecnica di Stefano Pioli e acquistò Maurizio Ganz, Ivan Tisci e Juri Tamburini e il portiere Giorgio Frezzolini oltre ai prestiti di Asamoah Gyan e Andrea Fabbrini. L'Empoli mise sotto contratto il nuovo mister Mario Somma e prese Sergio Almirón e Richiard Vanigli.
Tra le altre squadre, la Ternana chiamò come allenatore Corrado Verdelli e comprò Giorgio Di Vicino, Emanuele Troise e Stefano Fattori, il Piacenza si affido a Giuseppe Iachini e si assicurò Salvatore Masiello, Simone Pepe e Jeda, il Catania sotto la guida del nuovo presidente Antonino Pulvirenti affidò la panchina a Maurizio Costantini e acquistò Davor Vugrinec, Marco Ferrante, Johan Walem e il portiere Armando Pantanelli oltre al prestito di Salvatore Bruno. La Triestina prese Alessandro Tulli e Gianni Munari oltre al prestito di Daniele Galloppa, l'Ascoli ingaggiò come allenatori Massimo Silva e Marco Giampaolo e comprò Cristian Bucchi, Marco Capparella e Michele Fini, il Torino rinforzò l'attacco con Filippo Maniero e Massimo Marazzina oltre agli acquisti di Paul Costantin Codrea e Maurizio Peccarisi.
Il Vicenza chiamò ad allenare Maurizio Viscidi e acquistò Davide Drascek, Carlo Cherubini e Dražen Bolić, Il Treviso ingaggiò come nuovo mister Giancarlo D'Astoli e puntò sui nuovi acquisti Stefano Dall'Acqua e Alessio Sestu e al prestito di Andrea Capone, il Genoa chiamò ad allenare Serse Cosmi dopo aver esonerato prima dell'inizio del campionato Luigi De Canio; tra gli acquisti più importanti figurarono Roberto Stellone, Nicola Zanini, Nikola Lazetić, Vittorio Tosto e Andrea Sottil oltre al prestito di Sabri Lamouchi. La Salernitana chiamò in panchina Aldo Ammazzalorso e comprò tra gli altri Massimo Borgobello e Claudio Ferrarese oltre al prestito di Raffaele Palladino, l'AlbinoLeffe mise sotto contratto Alessandro Diamanti, Joelson e Roberto Previtali, il Verona chiamò ad allenare Massimo Ficcadenti e ingaggiò Erjon Bogdani, Tiberio Guarente e arrivò in prestito Valon Behrami, il Venezia affidò la panchina a Julio César Ribas e acquistò Horacio Erpen e Gonzalo Vicente.
Il Bari, ripescato in agosto, ingaggiò come nuovo mister Guido Carboni e comprò Vincenzo Santoruvo, Davide Carrus e Massimiliano Scaglia oltre al portiere Jean François Gillet. Il Pescara, anch'esso ripescato in agosto, chiamò in panchina Giovanni Simonelli e la campagna acquisti incluse Luca Cavallo, Michele Zeoli e Pierluigi Brivio. Tra le neopromosse, l'Arezzo si affidò a Pasquale Marino e si rinforzò con Gionatha Spinesi, Umberto Del Core, Roberto De Zerbi e Daniele Amerini, il Cesena prese in prestito Maurizio Ciaramitaro e Leandro Rinaudo e acquistò Emiliano Salvetti, il Crotone comprò Tomas Guzman, Vito Grieco oltre al prestito di Abdoulay Konko e infine il Catanzaro si assicurò Benito Carbone, Julio César León, Sergio Campolo, Alessandro Dal Canto, Mauro Bonomi ed Emanuele Manitta.

#### Fallimenti di Ancona e Napoli, ripescaggi di Bari e Pescara
Il 25 luglio 2004 la Covisoc non ammise alla Serie B l'Ancona (retrocesso dalla A) e il Napoli in quanto non avevano i conti in regola per una corretta iscrizione al campionato. La commissione, infatti, respinse i ricorsi presentati in precedenza dai due club come aveva già fatto in precedenza la Covisoc. Per quanto riguarda la società partenopea, in seguito, sia il TAR che la VII sezione fallimentare di Napoli diedero parere negativo per l'ammissione al campionato, mentre per l'Ancona a fronte di una situazione già grave, si dimise anche il presidente Ermanno Pieroni, decretando così il fallimento della società. L'11 agosto venne definitivamente decisa dalla FIGC la non ammissione dei due club e il ripescaggio di Bari (perdente dei play-out della precedente stagione) e Pescara (retrocessa direttamente). Le due vicende si trascinarono però fino agli ultimi giorni d'agosto, tenendo in sospeso i calendari di B e C1 e alcune partite di Coppa Italia. Il Napoli, dopo vari ricorsi, ma fallito anch'esso ai primi d'agosto (nonostante gli sforzi di Luciano Gaucci), ripartì così dalla Serie C1 aderendo al Lodo Petrucci, mentre l'Ancona venne iscritto in Serie C2.

#### Calendario
Il calendario di questa stagione è stato sorteggiato il 12 agosto 2004 alle ore 12:00 presso il Grand Hotel Excelsior di Roma. Fu compilato con le ripescate Bari e Pescara in luogo di Ancona e Napoli, escluse il giorno precedente. Il 13 agosto il tribunale di Napoli sospese il calendario di Serie B con la motivazione per cui il titolo sportivo del club partenopeo apparteneva alla società fallita e ai suoi aventi causa: pertanto gli azzurri avrebbero avuto il diritto di giocare in B: sostituendo il Napoli con il Bari e il Pescara nel campionato cadetto si sarebbero lesi i diritti dei dirigenti e creditori del club azzurro. Il calendario fu poi confermato il 28 agosto 2004.

#### Sentenze Calcioscommesse 2004
Lo scandalo che scoppiò alla fine della precedente stagione e riguardante l'alterazione di alcune partite al fine di scommesse illegali, vide coinvolte diverse società e alcuni tesserati, nonché giocatori. Il processo terminò il 24 agosto 2004 (con un'appendice il 5 settembre); alcune delle sentenze emesse vennero ridotte in appello l'8 settembre:
- Il Modena fu penalizzato di 4 punti, oltre alla squalifica del giocatore Antonio Marasco per 3 anni.
- Il Catanzaro fu penalizzato di 5 punti, oltre alla squalifica dei giocatori Pasquale Logiudice (3 anni), Fabrizio Ferrigno, Ivano Pastore e Luca Gentili (5 mesi).

### Campionato

#### Girone d'andata
L'inizio del torneo vide protagonista il Torino di Ezio Rossi, che si issò in solitaria al comando alla classifica alla quinta giornata dopo cinque vittorie consecutive, ma venne superato già alla sesta dall'Empoli. Complice una crisi di risultati della squadra granata, i toscani poterono allungare in classifica, arrivando allo scontro diretto del 30 ottobre con tre punti di vantaggio: l'Empoli vinse 3-0 al Castellani e aumentò il proprio vantaggio a quattro punti sulla seconda, che nel frattempo era diventato il Genoa. Fino a dicembre le posizioni di testa rimasero stabili, con i rossoblu che gradualmente recuperavano terreno oltre all'inserimento del Perugia nella zona play-off; alla sedicesima giornata ci fu il sorpasso in vetta, con il Genoa nuovo capolista. Lo scontro diretto del 19 dicembre tra i liguri e i toscani premiò il Genoa, che imponendosi di misura al Ferraris per 3-2, portò a cinque i punti di vantaggio sugli inseguitori Empoli e Torino. I grifoni si laurearono campioni d'inverno il 9 gennaio con un turno d'anticipo, con sei punti di vantaggio sul Torino, divenuti poi sette sulla nuova seconda in classifica, il Perugia, al termine del girone d'andata.
Tra i fatti di nota di questa prima parte di campionato si riportano l'annullamento della penalizzazione di 5 punti del Catanzaro, sancita dalla CAF il 24 settembre, che permise ai calabresi di lasciare l'ultima posizione oltre alla revoca della squalifica del loro giocatore Pasquale Lo Giudice, mentre il Bari venne penalizzato di 1 punto dal giudice sportivo il 22 settembre, in seguito al lancio di un petardo da parte dei propri tifosi, nella partita Cesena-Bari (3ª giornata), che stordì il portiere dei bianconeri Indiveri. Un evento simile si verificò il 19 dicembre in Crotone-Venezia, dove i tifosi calabresi lanciarono un petardo che ferì il portiere dei lagunari Benussi; il giudice sportivo inflisse 3 punti di penalizzazione al Crotone il 7 gennaio.

#### Girone di ritorno
Alla 24ª giornata ci fu un altro scontro diretto, tra il Genoa e il Torino (che si trovava secondo in coabitazione con Empoli e Perugia), il quale finì in pareggio, mantenendo invariato il distacco di +8 dei grifoni sulle seconde, alle quali si erano aggiunte anche Verona e Treviso, lasciando il Perugia leggermente indietro. Il Genoa rimase saldo al comando, mentre in seconda posizione si stabilizzò dalla 29ª giornata l'Empoli, con distacchi da un massimo di sei a un minimo di tre punti (in precedenza in coabitazione con altre squadre). Il 31 marzo la Camera di Conciliazione e Arbitrato del Coni scontò al Modena tre dei quattro punti di penalizzazione irrogati in estate.
Nella tarda mattinata di sabato 2 aprile, il CONI annullò tutte le manifestazioni sportive per due giorni in segno di rispetto per la lunga agonia di Papa Giovanni Paolo II, che morì la sera stessa. La 32ª giornata di Serie B, prevista proprio nei giorni del 2-4 aprile, fu rinviata alla settimana successiva (Cesena-Arezzo fu invece giocata il 1º aprile come anticipo). Di conseguenza slittò di una settimana anche la 33ª giornata, mentre la 34ª fu giocata in un turno infrasettimanale extra per riprendere il normale corso previsto dal calendario.
Il sorpasso dell'Empoli ai danni della capolista avvenne alla 38ª giornata dopo aver vinto 3-1 a Catania e grazie al pareggio (il terzo di fila) del Genoa sul Cesena. Il turno seguente presentò subito la sfida al vertice tra empolesi e genoani che terminò in pareggio per 0-0 lasciando i toscani con un punto di vantaggio e quindi tutto immutato, ma ne approfittò il Torino che, terzo, battendo la Triestina si portò a -3 dal primo posto e a -2 dal secondo, diventati poi -5 e -4 in seguito al pareggio dei granata a Terni e alle concomitanti vittorie delle prime due, facendosi raggiungere anche dal Perugia. Così, il 5 giugno, ad un turno dalla fine (giocato alla domenica per via della concomitanza della partita di qualificazione ai Mondiali 2006 Norvegia-Italia), all'Empoli bastava un pari per centrare la promozione diretta in Serie A, indipendentemente dai risultati del Torino e del Perugia, grazie alla classifica avulsa favorevole ai toscani. Gli azzurri ottennero il punto necessario pareggiando 1-1 in casa nel derby toscano con l'Arezzo, mentre la seconda promozione diretta si decise all'ultima giornata.
Si arrivò così all'ultimo turno con ancora tre squadre in lizza per salire direttamente in A senza passare dai play-off, Genoa (73 punti), Torino e Perugia (71); con una vittoria il Genoa sarebbe stato matematicamente promosso. I rossoblu infatti vinsero per 3-2 in casa contro il Venezia già retrocesso e conquistarono la Serie A, vincendo anche il campionato grazie alla sconfitta dell'Empoli a Bari. Ai play-off andarono dunque il Torino (a pari punti con Empoli e Perugia, ma terzo classificato per classifica avulsa sfavorevole verso i toscani, ma favorevole verso gli umbri), il Perugia (quarto), il Treviso (quinto) e l'Ascoli (sesto).
Tra i fatti di nota del girone di ritorno si riporta la sanzione di una gara a porte chiuse, inflitta al Verona per via dei cori razzisti dei propri tifosi, rivolti al giocatore del Perugia Ferdinand Coly durante la gara Verona-Perugia della 38ª giornata. La partita a porte chiuse fu Verona-Salernitana della 40ª giornata.

### Combine Genoa-Venezia
Dopo soli cinque giorni dalla fine della stagione regolamentare che vide il Genoa promosso in A, emersero le prime ipotesi di una combine tra la squadra ligure e il Venezia, protagoniste della partita della 42ª e ultima giornata Genoa-Venezia (3-2), giocata a Marassi, che permise al Genoa di salire in massima serie. Dalle indagini e dalle intercettazioni, emerse come il presidente genoano Enrico Preziosi in collaborazione con il direttore generale Stefano Capozucca, chiese a Franco Dal Cin, amministratore delegato del Venezia, di disputare una partita regolare evitando di schierare tutti i giocatori che, con fondato sospetto, avevano accettato un premio a vincere da parte del Torino. Sospetti infatti caddero quindi sulla squadra lagunare in quanto si presentò alla sfida con una rosa decisamente rimaneggiata oltre ad alcuni cambi effettuati a partita in corso, ritenuti "strani" dagli inquirenti (tra cui quello del portiere Lejsal). Del Venezia furono deferiti anche il direttore generale Michele Dal Cin e il giocatore Massimo Borgobello.
Ma la prova chiave fu quando il 14 giugno i carabinieri, nei pressi di Cogliate (vicino alla sede della Giochi Preziosi, di proprietà di Enrico Preziosi, presidente del club ligure), fermarono un'auto su cui viaggiava Giuseppe Pagliara, dirigente del Venezia. Durante la perquisizione, in una valigetta Carpisa venne rinvenuta una busta gialla formato A4 contenente un modulo di contratto di vendita intestato al Genoa CFC che riguardava il giocatore paraguaiano Rubén Maldonado e 250.000 euro in contanti: i carabinieri chiesero a Pagliara il perché di tutti quei soldi, e Pagliara rispose di essere un dirigente del Venezia e di avere appena venduto al Genoa il giocatore, e i 250.000 euro sarebbero stati un anticipo della somma pattuita. Il contratto, però, non era redatto su modulo federale utile ai fini fiscali, e i carabinieri, prospettando il reato di appropriazione indebita, invitarono dunque Pagliara a seguirli e posero sotto sequestro i soldi per accertamenti. Secondo i PM genovesi, su mandato dei quali avevano agito i militi, quelli erano in realtà i soldi con cui le due squadre avrebbero truccato la partita.
Dalle indagini emerse anche la responsabilità oggettiva di un ex dirigente del Torino, Roberto Cravero, che tentò di convincere Franco Dal Cin a far impegnare al massimo il Venezia nella partita col Genoa. Infatti anche i granata erano in ballo per la promozione nell'ultima giornata e una vittoria contro il Treviso li avrebbe premiati in caso di sconfitta o pareggio del Genoa sul Venezia e contemporanea vittoria o pareggio dell'Empoli col Bari. Nel caso di un arrivo di quattro squadre a pari punti in testa alla classifica (Empoli, Torino, Genoa e Perugia) cioè se all'ultima giornata l'Empoli avesse perso, il Genoa pareggiato e Torino e Perugia avessero vinto, i granata sarebbero stati promossi in A.
La sentenza finale, che fu provato essere stata scritta giorni prima del dibattimento davanti ai giudici, emessa dalla CAF l'8 agosto, dispose il declassamento all'ultimo posto del Genoa nel campionato di Serie B 2004-05 con conseguente retrocessione in Serie C1 a 34 anni di distanza dall'ultima apparizione in terza serie. Molti i lati oscuri di quel processo, compresi i “pizzini” ritrovati in un cestino e scritti dai giudici che deridevano il presidente del Genoa Preziosi.

### Applicazioni del lodo Petrucci

#### Torino
Dopo aver guadagnato la promozione grazie ai play-off, la società granata dovette far fronte a gravi inadempienze economiche che compromisero l'iscrizione in Serie A. Già a luglio la Guardia di Finanza, che indagava la società per le combine con il Treviso e il Venezia, perquisì la sede della società scoprendo vari buchi nel bilancio e la mancanza di una fideiussione necessaria per iscriversi alla massima serie. Furono indagati il patron Franco Cimminelli, il presidente Attilio Romero e il direttore finanziario del club granata Paiuzza. Si preferì quindi far fallire il club per evitare il coinvolgimento nel processo Genoa-Venezia, con conseguente declassamento all’ultimo posto in classifica, non presentando garanzie necessarie per iscriversi in A e il Torino venne quindi escluso dai campionati il 15 luglio. Successivamente aderì al Lodo Petrucci e con la nuova società si reiscrisse in Serie B il 3 agosto.

#### Perugia
Il Perugia, oberato dai debiti derivanti dalla gestione della famiglia Gaucci, non si iscrisse in Serie B e fu escluso dai campionati il 15 luglio. Aderendo al Lodo Petrucci, venne iscritto in Serie C1 il 3 agosto a 11 anni di distanza dall'ultima partecipazione. Decretò poi il fallimento a novembre.

#### Salernitana
Anche la Salernitana non riuscì ad iscriversi in Serie B e il 15 luglio venne esclusa dai campionati per la grave situazione economico finanziaria e per i vari debiti accumulati. Il 3 agosto aderì al Lodo Petrucci e così poté ripartire dalla Serie C1, 11 anni dopo dall'ultima volta. Dichiarò il fallimento in agosto.

#### Venezia
Il Venezia, già retrocesso in Serie C1 sul campo, dichiarò il fallimento per la grave situazione finanziaria che affliggeva il club da vari mesi (oltre a svariati debiti), tanto da non riuscire quasi più a pagare gli stipendi ai giocatori. Dichiarò il fallimento il 23 giugno quando era ancora implicata nella vicenda della combine con il Genoa evitando il giudizio della sentenza. Aderendo al Lodo Petrucci riuscì ad iscriversi in Serie C2, campionato al quale non partecipava da 17 anni.

### Scandalo Calciopoli
Lo scandalo Calciopoli, che scoppiò l'anno seguente, vide coinvolto in piccola parte anche questo torneo di Serie B. Dalle indagini e dalle intercettazioni telefoniche, emerse che anche nel campionato cadetto vi furono arbitraggi tesi a favorire certe squadre, in particolare le due squadre toscane Empoli e Arezzo, o sfavorirne altre.
Indagati furono il designatore arbitrale Gennaro Mazzei, il dirigente Leonardo Meani, l'arbitro Danilo Nucini, i guardalinee Stefano Titomanlio e Claudio Puglisi.
Tra arbitraggi volti a favorire o sfavorire (direttamente o indirettamente) certe squadre, furono cinque le partite sotto inchiesta di questo torneo nelle quali in quattro compariva l'Arezzo e in una l'Empoli. Successivamente si arrivò ad ipotizzare un totale di addirittura 22 partite sospette nel torneo di Serie B 2004-05.
Le sanzioni decise dalle sentenze vennero applicate alla stagione 2006-2007 e riguardarono solo l'Arezzo.

## Squadre partecipanti
| Club        | Stagione | Città               | Stadio                                   | Stagione precedente                                                   |
| ----------- | -------- | ------------------- | ---------------------------------------- | --------------------------------------------------------------------- |
| AlbinoLeffe | dettagli | Albino e Leffe (BG) | Stadio Atleti Azzurri d'Italia (Bergamo) | 18º posto in Serie B                                                  |
| Arezzo      | dettagli | Arezzo              | Stadio Città di Arezzo                   | 1º posto in Serie C1/A, promosso                                      |
| Ascoli      | dettagli | Ascoli Piceno       | Stadio Cino e Lillo Del Duca             | 11º posto in Serie B                                                  |
| Bari        | dettagli | Bari                | Stadio San Nicola                        | 21º posto in Serie B, ripescato                                       |
| Catania     | dettagli | Catania             | Stadio Angelo Massimino                  | 9º posto in Serie B                                                   |
| Catanzaro   | dettagli | Catanzaro           | Stadio Nicola Ceravolo                   | 1º posto in Serie C1/B, promosso                                      |
| Cesena      | dettagli | Cesena              | Stadio Dino Manuzzi                      | 3º posto in Serie C1/A, promosso dopo i play-off                      |
| Crotone     | dettagli | Crotone             | Stadio Ezio Scida                        | 2º posto in Serie C1/B, promosso dopo i play-off                      |
| Empoli      | dettagli | Empoli              | Stadio Carlo Castellani                  | 17º posto in Serie A, retrocesso                                      |
| Genoa       | dettagli | Genova              | Stadio Luigi Ferraris                    | 16º posto in Serie B                                                  |
| Modena      | dettagli | Modena              | Stadio Alberto Braglia                   | 16º posto in Serie A, retrocesso                                      |
| Perugia     | dettagli | Perugia             | Stadio Renato Curi                       | 15º posto in Serie A, retrocesso dopo qualificazione interdivisionale |
| Pescara     | dettagli | Pescara             | Stadio Adriatico                         | 22º posto in Serie B, ripescato                                       |
| Piacenza    | dettagli | Piacenza            | Stadio Leonardo Garilli                  | 8º posto in Serie B                                                   |
| Salernitana | dettagli | Salerno             | Stadio Arechi                            | 17º posto in Serie B                                                  |
| Ternana     | dettagli | Terni               | Stadio Libero Liberati                   | 7º posto in Serie B                                                   |
| Torino      | dettagli | Torino              | Stadio delle Alpi                        | 12º posto in Serie B                                                  |
| Treviso     | dettagli | Treviso             | Stadio Omobono Tenni                     | 15º posto in Serie B                                                  |
| Triestina   | dettagli | Trieste             | Stadio Nereo Rocco                       | 10º posto in Serie B                                                  |
| Venezia     | dettagli | Venezia             | Stadio Pierluigi Penzo                   | 20º posto in Serie B                                                  |
| Verona      | dettagli | Verona              | Stadio Marcantonio Bentegodi             | 19º posto in Serie B                                                  |
| Vicenza     | dettagli | Vicenza             | Stadio Romeo Menti                       | 13º posto in Serie B                                                  |

## Allenatori e primatisti
| Squadra     | Allenatore | Calciatore più presente                        | Cannoniere               |
| ----------- | --- | ---------------------------------------------- | ------------------------ |
| AlbinoLeffe | Elio Gustinetti | Filippo Carobbio, Pierre Giorgio Regonesi (40) | Christian Araboni (8)    |
| Arezzo      | Pasquale Marino (1ª-28ª) Marco Tardelli (29ª-34ª) Pasquale Marino (35ª-42ª)                                                               | Elvis Abbruscato, Angelo Pagotto (41)          | Gionatha Spinesi (22)    |
| Ascoli      | Marco Giampaolo e Massimo Silva (D.T.) | Cristian Bucchi, Francesco Modesto (41)        | Cristian Bucchi (17)     |
| Bari        | Guido Carboni | Jean François Gillet (41)                      | Vincenzo Santoruvo (10)  |
| Catania     | Maurizio Costantini (1ª-11ª) Nedo Sonetti (12ª-42ª)                                                                                       | Armando Pantanelli (38)                        | Jeda (6)                 |
| Catanzaro   | Piero Braglia (1ª-5ª) Luigi Cagni (6ª-25ª) Bruno Bolchi (26ª-42ª)                                                                         | Giorgio Corona (36)                            | Giorgio Corona (13)      |
| Cesena      | Fabrizio Castori | Riccardo Bocchini, Simone Cavalli (40)         | Simone Cavalli (13)      |
| Crotone     | Gian Piero Gasperini (1ª-16ª) Andrea Agostinelli (17ª-33ª) Gian Piero Gasperini (34ª-42ª)                                                 | Antonio Mirante (41)                           | Daniele Vantaggiato (9)  |
| Empoli      | Mario Somma | Francesco Tavano (42)                          | Francesco Tavano (19)    |
| Genoa       | Serse Cosmi | Diego Milito (39)                              | Diego Milito (21)        |
| Modena      | Stefano Pioli | Ivan Tisci (38)                                | Asamoah Gyan (7)         |
| Perugia     | Stefano Colantuono | Mauro Milanese (39)                            | Ferreira Pinto (8)       |
| Pescara     | Giovanni Simonelli | Ernesto Terra, Michele Zeoli (38)              | Federico Giampaolo (7)   |
| Piacenza    | Giuseppe Iachini | Salvatore Masiello (39)                        | Simone Pepe (12)         |
| Salernitana | Aldo Ammazzalorso (1ª-6ª) Vincenzo Marino (7ª) Angelo Gregucci (8ª-42ª)                                                                   | Cristian Molinaro, Raffaele Palladino (39)     | Raffaele Palladino (15)  |
| Ternana     | Corrado Verdelli (1ª-2ª) Claudio Tobia (3ª) Giovanni Vavassori (4ª-5ª) Claudio Tobia (6ª-7ª) Fabio Brini (8ª-40ª) Claudio Tobia (41ª-42ª) | Tommaso Berni (36)                             | Mario Frick (16)         |
| Torino      | Ezio Rossi (1ª-40ª) Renato Zaccarelli (41ª-42ª e play-off)                                                                                | Pinga (40)                                     | Massimo Marazzina (14)   |
| Treviso     | Giancarlo D'Astoli (1ª-9ª) Francesco Feltrin (10ª) Giuseppe Pillon (11ª-42ª e play-off)                                                   | Reginaldo (39)                                 | Paulo Vitor Barreto (12) |
| Triestina   | Attilio Tesser | Denis Godeas (42)                              | Denis Godeas (14)        |
| Venezia     | Julio César Ribas (1ª-21ª) Ezio Glerean (22ª-35ª) Andrea Manzo (36ª-42ª)                                                                  | Matías Miramontes (38)                         | Stefano Guidoni (6)      |
| Verona      | Massimo Ficcadenti | Mattia Cassani (40)                            | Erjon Bogdani (17)       |
| Vicenza     | Maurizio Viscidi (1ª-31ª) Gianfranco Bellotto (32ª-34ª) Maurizio Viscidi (35ª-42ª e play-out)                                             | Riccardo Fissore (39)                          | Stefan Schwoch (12)      |

## Classifica finale
|  | Pos. | Squadra      | Pt | G  | V  | N  | P  | GF | GS | DR  |
|  | ---- | ------------ | -- | -- | -- | -- | -- | -- | -- | --- |
|  | 1.   | Empoli       | 74 | 42 | 19 | 17 | 6  | 58 | 36 | +22 |
|  | 2.   | Torino       | 74 | 42 | 21 | 11 | 10 | 49 | 31 | +18 |
|  | 3.   | Perugia      | 74 | 42 | 21 | 11 | 10 | 56 | 34 | +22 |
|  | 4.   | Treviso      | 64 | 42 | 18 | 10 | 14 | 58 | 48 | +10 |
|  | 5.   | Ascoli       | 62 | 42 | 17 | 11 | 14 | 51 | 52 | -1  |
|  | 6.   | Verona       | 61 | 42 | 15 | 16 | 11 | 60 | 47 | +13 |
|  | 7.   | Modena (-1)  | 61 | 42 | 16 | 14 | 12 | 47 | 37 | +10 |
|  | 8.   | Ternana      | 57 | 42 | 14 | 15 | 13 | 51 | 54 | -3  |
|  | 9.   | Piacenza     | 56 | 42 | 16 | 8  | 18 | 44 | 46 | -2  |
|  | 10.  | Bari (-1)    | 55 | 42 | 13 | 17 | 12 | 41 | 37 | +4  |
|  | 11.  | AlbinoLeffe  | 55 | 42 | 14 | 13 | 15 | 55 | 51 | +4  |
|  | 12.  | Catania      | 55 | 42 | 13 | 16 | 13 | 42 | 44 | -2  |
|  | 13.  | Salernitana  | 51 | 42 | 12 | 15 | 15 | 50 | 57 | -7  |
|  | 14.  | Arezzo       | 51 | 42 | 12 | 15 | 15 | 51 | 52 | -1  |
|  | 15.  | Cesena       | 50 | 42 | 12 | 14 | 16 | 47 | 61 | -14 |
|  | 16.  | Crotone (-3) | 50 | 42 | 13 | 14 | 15 | 48 | 45 | +3  |
|  | 17.  | Vicenza      | 49 | 42 | 12 | 13 | 17 | 59 | 67 | -8  |
|  | 18.  | Triestina    | 48 | 42 | 12 | 12 | 18 | 43 | 54 | -11 |
|  | 19.  | Pescara      | 46 | 42 | 10 | 16 | 16 | 43 | 61 | -18 |
|  | 20.  | Venezia      | 35 | 42 | 7  | 14 | 21 | 33 | 58 | -25 |
|  | 21.  | Catanzaro    | 26 | 42 | 5  | 11 | 26 | 40 | 82 | -42 |
|  | 22.  | Genoa        | 76 | 42 | 19 | 19 | 4  | 72 | 44 | +28 |

- Per approfondire sui ripescaggi e le penalizzazioni che hanno modificato i verdetti, vedi la sezione "Avvenimenti" nelle voci Serie A 2005-2006, Serie B 2005-2006, Serie C1 2005-2006 e Serie C2 2005-2006.

Legenda:
      Promosse in Serie A 2005-2006
  Partecipa ai play-off o ai play-out.
      Retrocessa in Serie C1 2005-2006
Regolamento:
Tre punti a vittoria, uno a pareggio, zero a sconfitta.
In caso di arrivo di due o più squadre a pari punti, la graduatoria è stilata secondo la classifica avulsa tra le squadre interessate che prevede, in ordine, i seguenti criteri:
- Punti negli scontri diretti
- Differenza reti negli scontri diretti
- Differenza reti generale
- Reti realizzate in generale
- Sorteggio

Note:
Il Crotone ha scontato 3 punti di penalizzazione per intemperanze dei tifosi.
Il Modena ha scontato 1 punto di penalizzazione per le sentenze del Calcioscommesse.
Il Bari ha scontato 1 punto di penalizzazione per intemperanze dei tifosi.
Il Genoa viene declassato all'ultimo posto e conseguentemente retrocesso in Serie C1 2005-2006 per illecito sportivo nel Caso Genoa.
Il Torino, terzo per classifica avulsa ed inizialmente promosso in Serie A dopo aver vinto i play-off, viene reiscritto in Serie B 2005-2006 a causa del dissesto economico-finanziario, aderendo al Lodo Petrucci.
Il Perugia, quarto per classifica avulsa e finalista dei play-off, viene iscritto in Serie C1 2005-2006 a causa del dissesto economico-finanziario, aderendo al Lodo Petrucci.
Il Treviso, semifinalista ai play-off, promosso in Serie A 2005-2006 a seguito al declassamento all'ultimo posto del Genoa, alla non iscrizione del Torino in Serie A e al fallimento per dissesto economico-finanziario del Perugia.
L'Ascoli, semifinalista ai play-off, promosso in Serie A 2005-2006 a seguito al declassamento all'ultimo posto del Genoa, alla non iscrizione del Torino in Serie A e al fallimento per dissesto economico-finanziario del Perugia.
La Salernitana, a causa del dissesto economico-finanziario, viene iscritta in Serie C1 2005-2006 aderendo al Lodo Petrucci.
Il Venezia, a causa del dissesto economico-finanziario, viene iscritta in Serie C2 2005-2006 aderendo al Lodo Petrucci.
Il Catanzaro viene poi ripescato in Serie B 2005-2006 a seguito ai fallimenti di Perugia, Salernitana e Venezia.
Il Pescara viene poi ripescato in Serie B 2005-2006 a seguito ai fallimenti di Perugia, Salernitana e Venezia.
Il Vicenza perde i play-out venendo retrocesso ma viene successivamente riammesso in Serie B 2005-2006 in seguito del declassamento all'ultimo posto del Genoa.

### Squadra campione
| Formazione tipo | Giocatori (presenze)    |
| --- | ----------------------- |
| Balli Lucchini Pratali Coda Bonetto Ficini Zanetti Buscè Vannucchi Tavano Gasparetto | Daniele Balli (39)      |
| Balli Lucchini Pratali Coda Bonetto Ficini Zanetti Buscè Vannucchi Tavano Gasparetto | Stefano Lucchini (33)   |
| Balli Lucchini Pratali Coda Bonetto Ficini Zanetti Buscè Vannucchi Tavano Gasparetto | Francesco Pratali (33)  |
| Balli Lucchini Pratali Coda Bonetto Ficini Zanetti Buscè Vannucchi Tavano Gasparetto | Andrea Coda (40)        |
| Balli Lucchini Pratali Coda Bonetto Ficini Zanetti Buscè Vannucchi Tavano Gasparetto | Riccardo Bonetto (36)   |
| Balli Lucchini Pratali Coda Bonetto Ficini Zanetti Buscè Vannucchi Tavano Gasparetto | Fabrizio Ficini (36)    |
| Balli Lucchini Pratali Coda Bonetto Ficini Zanetti Buscè Vannucchi Tavano Gasparetto | Paolo Zanetti (30)      |
| Balli Lucchini Pratali Coda Bonetto Ficini Zanetti Buscè Vannucchi Tavano Gasparetto | Antonio Buscè (41)      |
| Balli Lucchini Pratali Coda Bonetto Ficini Zanetti Buscè Vannucchi Tavano Gasparetto | Ighli Vannucchi (36)    |
| Balli Lucchini Pratali Coda Bonetto Ficini Zanetti Buscè Vannucchi Tavano Gasparetto | Francesco Tavano (42)   |
| Balli Lucchini Pratali Coda Bonetto Ficini Zanetti Buscè Vannucchi Tavano Gasparetto | Mirco Gasparetto (37)   |
| Balli Lucchini Pratali Coda Bonetto Ficini Zanetti Buscè Vannucchi Tavano Gasparetto | Allenatore: Mario Somma |
| Altri giocatori: Davide Moro (32), Sergio Bernardo Almirón (28), Francesco Lodi (27), Luca Saudati (19), Richard Vanigli (15), Massimiliano Cappellini (11), Zlatko Dedič (10), Siyabonga Nomvethe (10), Pasquale Foggia (9), Andrea Raggi (9), Mario Cassano (4), Andrea Cupi (4), Niky Agnorelli (1), Mirko Bertoncini (1), Manuel Caponi (1). |                         |

## Risultati

### Tabellone
|             | Alb  | Are  | Asc  | Bar  | Cat  | Ctz  | Ces  | Cro  | Emp  | Gen  | Mod  | Per  | Pes  | Pia  | Sal  | Ter  | Tor  | Tre  | Tri  | Ven  | Ver  | Vic  |
| ----------- | ---- | ---- | ---- | ---- | ---- | ---- | ---- | ---- | ---- | ---- | ---- | ---- | ---- | ---- | ---- | ---- | ---- | ---- | ---- | ---- | ---- | ---- |
| AlbinoLeffe | –––– | 1-0  | 1-2  | 0-1  | 1-0  | 1-1  | 1-1  | 1-1  | 0-0  | 0-3  | 2-0  | 0-1  | 4-0  | 3-0  | 1-2  | 3-1  | 2-1  | 2-2  | 3-3  | 1-0  | 1-1  | 2-1  |
| Arezzo      | 1-1  | –––– | 0-0  | 2-1  | 3-1  | 2-1  | 1-1  | 3-0  | 1-1  | 2-2  | 1-2  | 1-2  | 1-1  | 2-0  | 1-0  | 1-2  | 0-0  | 0-1  | 1-2  | 1-0  | 2-1  | 3-0  |
| Ascoli      | 2-3  | 2-2  | –––– | 3-1  | 1-2  | 1-0  | 4-0  | 0-2  | 1-1  | 0-3  | 1-0  | 0-1  | 1-0  | 1-0  | 3-2  | 0-0  | 0-3  | 2-1  | 1-1  | 1-0  | 2-1  | 2-0  |
| Bari        | 1-1  | 1-0  | 0-1  | –––– | 1-0  | 1-1  | 1-1  | 0-0  | 4-1  | 0-1  | 2-2  | 1-1  | 1-1  | 1-0  | 1-3  | 1-2  | 0-1  | 1-1  | 2-0  | 2-0  | 1-0  | 3-0  |
| Catania     | 0-0  | 1-1  | 2-2  | 0-1  | –––– | 2-0  | 2-0  | 1-0  | 1-3  | 1-3  | 0-1  | 0-0  | 2-1  | 1-1  | 2-1  | 2-0  | 1-0  | 3-0  | 2-1  | 1-1  | 1-1  | 1-0  |
| Catanzaro   | 0-1  | 1-1  | 2-3  | 2-1  | 2-3  | –––– | 2-2  | 2-2  | 2-3  | 1-1  | 2-1  | 1-3  | 1-0  | 1-3  | 3-0  | 1-4  | 1-1  | 1-4  | 1-0  | 0-0  | 1-1  | 1-1  |
| Cesena      | 2-1  | 0-1  | 1-2  | 1-1  | 1-0  | 2-1  | –––– | 1-0  | 3-3  | 1-1  | 3-0  | 0-1  | 1-1  | 1-0  | 1-1  | 2-0  | 1-0  | 3-4  | 1-0  | 1-1  | 0-1  | 1-3  |
| Crotone     | 1-0  | 2-0  | 1-0  | 0-2  | 1-1  | 3-0  | 0-1  | –––– | 1-1  | 0-0  | 1-0  | 1-1  | 3-0  | 1-0  | 4-1  | 1-2  | 2-1  | 2-2  | 4-2  | 2-0  | 2-2  | 0-1  |
| Empoli      | 1-0  | 1-1  | 2-1  | 0-0  | 0-0  | 2-0  | 0-0  | 0-0  | –––– | 0-0  | 2-1  | 1-0  | 2-1  | 0-0  | 3-0  | 1-1  | 3-0  | 0-1  | 2-0  | 5-2  | 1-0  | 2-1  |
| Genoa       | 3-2  | 3-1  | 3-0  | 2-1  | 0-0  | 3-1  | 3-3  | 1-0  | 3-2  | –––– | 0-0  | 0-1  | 2-0  | 1-0  | 5-0  | 1-1  | 0-0  | 2-1  | 2-2  | 3-2  | 1-1  | 5-2  |
| Modena      | 2-2  | 1-1  | 0-1  | 0-0  | 1-0  | 2-0  | 4-0  | 2-0  | 1-1  | 1-1  | –––– | 2-1  | 0-0  | 1-0  | 1-0  | 4-0  | 0-0  | 1-1  | 0-1  | 1-0  | 2-0  | 2-1  |
| Perugia     | 1-0  | 1-0  | 2-0  | 0-1  | 1-1  | 3-1  | 1-1  | 2-1  | 0-2  | 2-2  | 0-0  | –––– | 4-1  | 0-1  | 0-1  | 4-0  | 1-1  | 2-0  | 1-0  | 0-0  | 0-2  | 2-0  |
| Pescara     | 1-3  | 2-2  | 0-2  | 2-2  | 2-2  | 3-2  | 2-1  | 1-4  | 1-0  | 2-2  | 2-0  | 2-1  | –––– | 1-2  | 0-2  | 1-1  | 0-2  | 1-0  | 2-1  | 0-0  | 1-1  | 4-0  |
| Piacenza    | 1-1  | 3-0  | 3-1  | 1-1  | 0-1  | 2-1  | 2-1  | 3-0  | 1-3  | 2-2  | 1-0  | 2-4  | 0-1  | –––– | 0-1  | 0-2  | 1-0  | 3-2  | 0-0  | 2-1  | 1-0  | 0-0  |
| Salernitana | 1-1  | 2-0  | 2-1  | 2-2  | 1-0  | 0-0  | 6-1  | 1-1  | 1-1  | 4-0  | 2-2  | 0-2  | 0-2  | 3-2  | –––– | 1-1  | 0-0  | 0-0  | 3-3  | 0-0  | 1-2  | 3-1  |
| Ternana     | 1-0  | 1-1  | 2-0  | 0-1  | 0-0  | 3-2  | 1-0  | 3-1  | 1-1  | 0-1  | 2-1  | 0-2  | 0-0  | 0-1  | 1-1  | –––– | 1-1  | 3-2  | 3-0  | 2-0  | 1-1  | 1-1  |
| Torino      | 3-1  | 1-0  | 2-1  | 2-0  | 2-1  | 3-0  | 0-0  | 1-0  | 0-0  | 2-1  | 0-3  | 2-0  | 3-1  | 0-1  | 0-0  | 2-1  | –––– | 1-2  | 1-0  | 1-1  | 3-1  | 2-1  |
| Treviso     | 0-2  | 1-4  | 1-1  | 2-0  | 0-0  | 2-0  | 3-1  | 2-2  | 0-1  | 3-0  | 1-2  | 1-0  | 1-1  | 1-1  | 1-0  | 3-1  | 0-1  | –––– | 2-0  | 3-0  | 1-0  | 2-0  |
| Triestina   | 2-1  | 2-1  | 1-1  | 0-0  | 3-1  | 1-0  | 0-2  | 1-0  | 3-4  | 0-0  | 0-2  | 0-0  | 3-0  | 0-2  | 1-0  | 3-1  | 0-1  | 1-0  | –––– | 1-1  | 1-2  | 1-1  |
| Venezia     | 0-2  | 1-2  | 1-1  | 1-0  | 1-1  | 2-0  | 0-2  | 0-0  | 1-0  | 0-3  | 0-0  | 2-4  | 1-1  | 1-0  | 2-0  | 3-3  | 0-3  | 1-2  | 1-2  | –––– | 3-2  | 2-0  |
| Verona      | 3-2  | 5-3  | 2-2  | 0-0  | 4-0  | 4-1  | 2-1  | 0-0  | 0-1  | 1-1  | 3-0  | 1-2  | 1-1  | 1-0  | 1-1  | 2-2  | 2-0  | 2-1  | 0-0  | 1-0  | –––– | 5-3  |
| Vicenza     | 4-1  | 1-1  | 1-1  | 0-0  | 2-2  | 5-0  | 4-1  | 3-2  | 2-1  | 2-2  | 2-2  | 2-2  | 0-0  | 4-2  | 4-1  | 1-0  | 1-2  | 0-1  | 2-1  | 2-1  | 0-0  | –––– |

### Calendario
| andata (1ª) | andata (1ª) | 1ª giornata         | ritorno (22ª) | ritorno (22ª) |
|             |             |                     |               |               |
| 11 set.     | 3-1         | Arezzo-Catania      | 1-1           | 23 gen.       |
| 11 set.     | 2-1         | Catanzaro-Bari      | 1-1           | 23 gen.       |
| 11 set.     | 1-0         | Cesena-Triestina    | 2-0           | 23 gen.       |
| 11 set.     | 2-1         | Empoli-Ascoli       | 1-1           | 23 gen.       |
| 12 set.     | 1-1         | Modena-Genoa        | 0-0           | 21 gen.       |
| 11 set.     | 2-1         | Perugia-Crotone     | 1-1           | 24 gen.       |
| 11 set.     | 1-2         | Pescara-Piacenza    | 1-0           | 23 gen.       |
| 11 set.     | 0-0         | Salernitana-Treviso | 0-1           | 23 gen.       |
| 10 set.     | 3-1         | Torino-Verona       | 0-2           | 23 gen.       |
| 11 set.     | 0-2         | Venezia-AlbinoLeffe | 0-1           | 23 gen.       |
| 11 set.     | 1-0         | Vicenza-Ternana     | 1-1           | 23 gen.       |

| andata (2ª) | andata (2ª) | 2ª giornata         | ritorno (23ª) | ritorno (23ª) |
|             |             |                     |               |               |
| 18 set.     | 2-0         | AlbinoLeffe-Modena  | 2-2           | 30 gen.       |
| 18 set.     | 0-3         | Ascoli-Torino       | 1-2           | 30 gen.       |
| 18 set.     | 1-1         | Bari-Perugia        | 1-0           | 30 gen.       |
| 17 set.     | 1-0         | Catania-Vicenza     | 2-2           | 30 gen.       |
| 18 set.     | 0-1         | Crotone-Cesena      | 0-1           | 30 gen.       |
| 18 set.     | 2-0         | Genoa-Pescara       | 2-2           | 30 gen.       |
| 17 set.     | 2-1         | Piacenza-Venezia    | 0-1           | 30 gen.       |
| 18 set.     | 1-1         | Ternana-Salernitana | 1-1           | 28 gen.       |
| 18 set.     | 1-4         | Treviso-Arezzo      | 1-0           | 30 gen.       |
| 18 set.     | 1-0         | Triestina-Catanzaro | 0-1           | 30 gen.       |
| 18 set.     | 0-1         | Verona-Empoli       | 0-1           | 28 gen.       |

| andata (1ª) | andata (1ª) | 1ª giornata         | ritorno (22ª) | ritorno (22ª) |
|             |             |                     |               |               |
| 11 set.     | 3-1         | Arezzo-Catania      | 1-1           | 23 gen.       |
| 11 set.     | 2-1         | Catanzaro-Bari      | 1-1           | 23 gen.       |
| 11 set.     | 1-0         | Cesena-Triestina    | 2-0           | 23 gen.       |
| 11 set.     | 2-1         | Empoli-Ascoli       | 1-1           | 23 gen.       |
| 12 set.     | 1-1         | Modena-Genoa        | 0-0           | 21 gen.       |
| 11 set.     | 2-1         | Perugia-Crotone     | 1-1           | 24 gen.       |
| 11 set.     | 1-2         | Pescara-Piacenza    | 1-0           | 23 gen.       |
| 11 set.     | 0-0         | Salernitana-Treviso | 0-1           | 23 gen.       |
| 10 set.     | 3-1         | Torino-Verona       | 0-2           | 23 gen.       |
| 11 set.     | 0-2         | Venezia-AlbinoLeffe | 0-1           | 23 gen.       |
| 11 set.     | 1-0         | Vicenza-Ternana     | 1-1           | 23 gen.       |

| andata (2ª) | andata (2ª) | 2ª giornata         | ritorno (23ª) | ritorno (23ª) |
|             |             |                     |               |               |
| 18 set.     | 2-0         | AlbinoLeffe-Modena  | 2-2           | 30 gen.       |
| 18 set.     | 0-3         | Ascoli-Torino       | 1-2           | 30 gen.       |
| 18 set.     | 1-1         | Bari-Perugia        | 1-0           | 30 gen.       |
| 17 set.     | 1-0         | Catania-Vicenza     | 2-2           | 30 gen.       |
| 18 set.     | 0-1         | Crotone-Cesena      | 0-1           | 30 gen.       |
| 18 set.     | 2-0         | Genoa-Pescara       | 2-2           | 30 gen.       |
| 17 set.     | 2-1         | Piacenza-Venezia    | 0-1           | 30 gen.       |
| 18 set.     | 1-1         | Ternana-Salernitana | 1-1           | 28 gen.       |
| 18 set.     | 1-4         | Treviso-Arezzo      | 1-0           | 30 gen.       |
| 18 set.     | 1-0         | Triestina-Catanzaro | 0-1           | 30 gen.       |
| 18 set.     | 0-1         | Verona-Empoli       | 0-1           | 28 gen.       |

| andata (3ª) | andata (3ª) | 3ª giornata           | ritorno (24ª) | ritorno (24ª) |
|             |             |                       |               |               |
| 21 set.     | 0-0         | Arezzo-Ascoli         | 2-2           | 3 feb.        |
| 21 set.     | 2-3         | Catanzaro-Catania     | 0-2           | 3 feb.        |
| 21 set.     | 1-1         | Cesena-Bari           | 1-1           | 3 feb.        |
| 21 set.     | 1-1         | Empoli-Ternana        | 1-1           | 3 feb.        |
| 21 set.     | 1-0         | Modena-Piacenza       | 0-1           | 3 feb.        |
| 21 set.     | 2-0         | Perugia-Treviso       | 0-1           | 3 feb.        |
| 21 set.     | 1-3         | Pescara-AlbinoLeffe   | 0-4           | 3 feb.        |
| 22 set.     | 3-3         | Salernitana-Triestina | 0-1           | 3 feb.        |
| 21 set.     | 2-1         | Torino-Genoa          | 0-0           | 3 feb.        |
| 21 set.     | 3-2         | Venezia-Verona        | 0-1           | 3 feb.        |
| 21 set.     | 3-2         | Vicenza-Crotone       | 1-0           | 3 feb.        |

| andata (4ª) | andata (4ª) | 4ª giornata         | ritorno (25ª) | ritorno (25ª) |
|             |             |                     |               |               |
| 25 set.     | 2-1         | AlbinoLeffe-Vicenza | 1-4           | 6 feb.        |
| 24 set.     | 1-0         | Ascoli-Catanzaro    | 3-2           | 6 feb.        |
| 25 set.     | 0-1         | Bari-Torino         | 0-2           | 7 feb.        |
| 25 set.     | 0-0         | Catania-Perugia     | 1-1           | 6 feb.        |
| 25 set.     | 1-0         | Crotone-Modena      | 0-2           | 6 feb.        |
| 25 set.     | 5-0         | Genoa-Salernitana   | 0-4           | 6 feb.        |
| 25 set.     | 2-1         | Piacenza-Cesena     | 0-1           | 7 feb.        |
| 25 set.     | 2-0         | Ternana-Venezia     | 3-3           | 6 feb.        |
| 25 set.     | 1-1         | Treviso-Pescara     | 0-1           | 6 feb.        |
| 25 set.     | 3-4         | Triestina-Empoli    | 0-2           | 6 feb.        |
| 27 set.     | 5-3         | Verona-Arezzo       | 1-2           | 6 feb.        |

| andata (3ª) | andata (3ª) | 3ª giornata           | ritorno (24ª) | ritorno (24ª) |
|             |             |                       |               |               |
| 21 set.     | 0-0         | Arezzo-Ascoli         | 2-2           | 3 feb.        |
| 21 set.     | 2-3         | Catanzaro-Catania     | 0-2           | 3 feb.        |
| 21 set.     | 1-1         | Cesena-Bari           | 1-1           | 3 feb.        |
| 21 set.     | 1-1         | Empoli-Ternana        | 1-1           | 3 feb.        |
| 21 set.     | 1-0         | Modena-Piacenza       | 0-1           | 3 feb.        |
| 21 set.     | 2-0         | Perugia-Treviso       | 0-1           | 3 feb.        |
| 21 set.     | 1-3         | Pescara-AlbinoLeffe   | 0-4           | 3 feb.        |
| 22 set.     | 3-3         | Salernitana-Triestina | 0-1           | 3 feb.        |
| 21 set.     | 2-1         | Torino-Genoa          | 0-0           | 3 feb.        |
| 21 set.     | 3-2         | Venezia-Verona        | 0-1           | 3 feb.        |
| 21 set.     | 3-2         | Vicenza-Crotone       | 1-0           | 3 feb.        |

| andata (4ª) | andata (4ª) | 4ª giornata         | ritorno (25ª) | ritorno (25ª) |
|             |             |                     |               |               |
| 25 set.     | 2-1         | AlbinoLeffe-Vicenza | 1-4           | 6 feb.        |
| 24 set.     | 1-0         | Ascoli-Catanzaro    | 3-2           | 6 feb.        |
| 25 set.     | 0-1         | Bari-Torino         | 0-2           | 7 feb.        |
| 25 set.     | 0-0         | Catania-Perugia     | 1-1           | 6 feb.        |
| 25 set.     | 1-0         | Crotone-Modena      | 0-2           | 6 feb.        |
| 25 set.     | 5-0         | Genoa-Salernitana   | 0-4           | 6 feb.        |
| 25 set.     | 2-1         | Piacenza-Cesena     | 0-1           | 7 feb.        |
| 25 set.     | 2-0         | Ternana-Venezia     | 3-3           | 6 feb.        |
| 25 set.     | 1-1         | Treviso-Pescara     | 0-1           | 6 feb.        |
| 25 set.     | 3-4         | Triestina-Empoli    | 0-2           | 6 feb.        |
| 27 set.     | 5-3         | Verona-Arezzo       | 1-2           | 6 feb.        |

| andata (5ª) | andata (5ª) | 5ª giornata        | ritorno (26ª) | ritorno (26ª) |
|             |             |                    |               |               |
| 2 ott.      | 1-2         | Arezzo-Triestina   | 1-2           | 11 feb.       |
| 2 ott.      | 2-1         | Ascoli-Treviso     | 1-1           | 14 feb.       |
| 2 ott.      | 1-1         | Bari-AlbinoLeffe   | 1-0           | 13 feb.       |
| 2 ott.      | 2-2         | Catanzaro-Crotone  | 0-3           | 13 feb.       |
| 2 ott.      | 0-1         | Cesena-Verona      | 1-2           | 13 feb.       |
| 2 ott.      | 3-0         | Empoli-Salernitana | 1-1           | 13 feb.       |
| 2 ott.      | 4-0         | Modena-Ternana     | 1-2           | 13 feb.       |
| 1º ott.     | 2-2         | Perugia-Genoa      | 1-0           | 13 feb.       |
| 2 ott.      | 2-1         | Torino-Catania     | 0-1           | 13 feb.       |
| 2 ott.      | 1-1         | Venezia-Pescara    | 0-0           | 13 feb.       |
| 1º ott.     | 4-2         | Vicenza-Piacenza   | 0-0           | 13 feb.       |

| andata (6ª) | andata (6ª) | 6ª giornata           | ritorno (27ª) | ritorno (27ª) |
|             |             |                       |               |               |
| 6 ott.      | 1-1         | AlbinoLeffe-Catanzaro | 1-0           | 20 feb.       |
| 6 ott.      | 2-2         | Catania-Ascoli        | 2-1           | 20 feb.       |
| 6 ott.      | 2-1         | Crotone-Torino        | 0-1           | 20 feb.       |
| 6 ott.      | 5-2         | Genoa-Vicenza         | 2-2           | 20 feb.       |
| 6 ott.      | 2-0         | Pescara-Modena        | 0-0           | 18 feb.       |
| 6 ott.      | 1-3         | Piacenza-Empoli       | 0-0           | 20 feb.       |
| 6 ott.      | 0-2         | Salernitana-Perugia   | 1-0           | 21 feb.       |
| 6 ott.      | 1-1         | Ternana-Arezzo        | 2-1           | 20 feb.       |
| 6 ott.      | 1-0         | Triestina-Treviso     | 0-2           | 20 feb.       |
| 6 ott.      | 0-2         | Venezia-Cesena        | 1-1           | 20 feb.       |
| 6 ott.      | 0-0         | Verona-Bari           | 0-1           | 20 feb.       |

| andata (5ª) | andata (5ª) | 5ª giornata        | ritorno (26ª) | ritorno (26ª) |
|             |             |                    |               |               |
| 2 ott.      | 1-2         | Arezzo-Triestina   | 1-2           | 11 feb.       |
| 2 ott.      | 2-1         | Ascoli-Treviso     | 1-1           | 14 feb.       |
| 2 ott.      | 1-1         | Bari-AlbinoLeffe   | 1-0           | 13 feb.       |
| 2 ott.      | 2-2         | Catanzaro-Crotone  | 0-3           | 13 feb.       |
| 2 ott.      | 0-1         | Cesena-Verona      | 1-2           | 13 feb.       |
| 2 ott.      | 3-0         | Empoli-Salernitana | 1-1           | 13 feb.       |
| 2 ott.      | 4-0         | Modena-Ternana     | 1-2           | 13 feb.       |
| 1º ott.     | 2-2         | Perugia-Genoa      | 1-0           | 13 feb.       |
| 2 ott.      | 2-1         | Torino-Catania     | 0-1           | 13 feb.       |
| 2 ott.      | 1-1         | Venezia-Pescara    | 0-0           | 13 feb.       |
| 1º ott.     | 4-2         | Vicenza-Piacenza   | 0-0           | 13 feb.       |

| andata (6ª) | andata (6ª) | 6ª giornata           | ritorno (27ª) | ritorno (27ª) |
|             |             |                       |               |               |
| 6 ott.      | 1-1         | AlbinoLeffe-Catanzaro | 1-0           | 20 feb.       |
| 6 ott.      | 2-2         | Catania-Ascoli        | 2-1           | 20 feb.       |
| 6 ott.      | 2-1         | Crotone-Torino        | 0-1           | 20 feb.       |
| 6 ott.      | 5-2         | Genoa-Vicenza         | 2-2           | 20 feb.       |
| 6 ott.      | 2-0         | Pescara-Modena        | 0-0           | 18 feb.       |
| 6 ott.      | 1-3         | Piacenza-Empoli       | 0-0           | 20 feb.       |
| 6 ott.      | 0-2         | Salernitana-Perugia   | 1-0           | 21 feb.       |
| 6 ott.      | 1-1         | Ternana-Arezzo        | 2-1           | 20 feb.       |
| 6 ott.      | 1-0         | Triestina-Treviso     | 0-2           | 20 feb.       |
| 6 ott.      | 0-2         | Venezia-Cesena        | 1-1           | 20 feb.       |
| 6 ott.      | 0-0         | Verona-Bari           | 0-1           | 20 feb.       |

| andata (7ª) | andata (7ª) | 7ª giornata           | ritorno (28ª) | ritorno (28ª) |
|             |             |                       |               |               |
| 10 ott.     | 3-0         | Arezzo-Crotone        | 0-2           | 27 feb.       |
| 10 ott.     | 2-1         | Ascoli-Verona         | 2-2           | 27 feb.       |
| 10 ott.     | 0-1         | Bari-Genoa            | 1-2           | 27 feb.       |
| 10 ott.     | 2-1         | Catania-Triestina     | 1-3           | 27 feb.       |
| 10 ott.     | 3-0         | Catanzaro-Salernitana | 0-0           | 27 feb.       |
| 11 ott.     | 1-0         | Empoli-AlbinoLeffe    | 0-0           | 28 feb.       |
| 10 ott.     | 1-0         | Modena-Venezia        | 0-0           | 27 feb.       |
| 10 ott.     | 1-1         | Perugia-Cesena        | 1-0           | 27 feb.       |
| 10 ott.     | 0-1         | Torino-Piacenza       | 0-1           | 25 feb.       |
| 10 ott.     | 3-1         | Treviso-Ternana       | 2-3           | 27 feb.       |
| 10 ott.     | 0-0         | Vicenza-Pescara       | 0-4           | 27 feb.       |

| andata (8ª) | andata (8ª) | 8ª giornata        | ritorno (29ª) | ritorno (29ª) |
|             |             |                    |               |               |
| 16 ott.     | 1-2         | AlbinoLeffe-Ascoli | 3-2           | 6 mar.        |
| 16 ott.     | 1-3         | Cesena-Vicenza     | 1-4           | 6 mar.        |
| 16 ott.     | 0-2         | Crotone-Bari       | 0-0           | 4 mar.        |
| 18 ott.     | 2-1         | Genoa-Treviso      | 0-3           | 7 mar.        |
| 6 ott.      | 2-1         | Modena-Perugia     | 0-0           | 6 mar.        |
| 6 ott.      | 2-2         | Pescara-Arezzo     | 1-1           | 6 mar.        |
| 6 ott.      | 2-1         | Piacenza-Catanzaro | 3-1           | 6 mar.        |
| 15 ott.     | 0-0         | Salernitana-Torino | 0-0           | 6 mar.        |
| 16 ott.     | 3-0         | Ternana-Triestina  | 1-3           | 6 mar.        |
| 16 ott.     | 1-0         | Venezia-Empoli     | 2-5           | 6 mar.        |
| 16 ott.     | 4-0         | Verona-Catania     | 1-1           | 6 mar.        |

| andata (7ª) | andata (7ª) | 7ª giornata           | ritorno (28ª) | ritorno (28ª) |
|             |             |                       |               |               |
| 10 ott.     | 3-0         | Arezzo-Crotone        | 0-2           | 27 feb.       |
| 10 ott.     | 2-1         | Ascoli-Verona         | 2-2           | 27 feb.       |
| 10 ott.     | 0-1         | Bari-Genoa            | 1-2           | 27 feb.       |
| 10 ott.     | 2-1         | Catania-Triestina     | 1-3           | 27 feb.       |
| 10 ott.     | 3-0         | Catanzaro-Salernitana | 0-0           | 27 feb.       |
| 11 ott.     | 1-0         | Empoli-AlbinoLeffe    | 0-0           | 28 feb.       |
| 10 ott.     | 1-0         | Modena-Venezia        | 0-0           | 27 feb.       |
| 10 ott.     | 1-1         | Perugia-Cesena        | 1-0           | 27 feb.       |
| 10 ott.     | 0-1         | Torino-Piacenza       | 0-1           | 25 feb.       |
| 10 ott.     | 3-1         | Treviso-Ternana       | 2-3           | 27 feb.       |
| 10 ott.     | 0-0         | Vicenza-Pescara       | 0-4           | 27 feb.       |

| andata (8ª) | andata (8ª) | 8ª giornata        | ritorno (29ª) | ritorno (29ª) |
|             |             |                    |               |               |
| 16 ott.     | 1-2         | AlbinoLeffe-Ascoli | 3-2           | 6 mar.        |
| 16 ott.     | 1-3         | Cesena-Vicenza     | 1-4           | 6 mar.        |
| 16 ott.     | 0-2         | Crotone-Bari       | 0-0           | 4 mar.        |
| 18 ott.     | 2-1         | Genoa-Treviso      | 0-3           | 7 mar.        |
| 6 ott.      | 2-1         | Modena-Perugia     | 0-0           | 6 mar.        |
| 6 ott.      | 2-2         | Pescara-Arezzo     | 1-1           | 6 mar.        |
| 6 ott.      | 2-1         | Piacenza-Catanzaro | 3-1           | 6 mar.        |
| 15 ott.     | 0-0         | Salernitana-Torino | 0-0           | 6 mar.        |
| 16 ott.     | 3-0         | Ternana-Triestina  | 1-3           | 6 mar.        |
| 16 ott.     | 1-0         | Venezia-Empoli     | 2-5           | 6 mar.        |
| 16 ott.     | 4-0         | Verona-Catania     | 1-1           | 6 mar.        |

| andata (9ª) | andata (9ª) | 9ª giornata          | ritorno (30ª) | ritorno (30ª) |
|             |             |                      |               |               |
| 23 ott.     | 2-2         | Arezzo-Genoa         | 1-3           | 13 mar.       |
| 23 ott.     | 3-1         | Ascoli-Bari          | 1-0           | 13 mar.       |
| 23 ott.     | 2-0         | Catania-Ternana      | 0-0           | 14 mar.       |
| 22 ott.     | 2-1         | Catanzaro-Modena     | 0-2           | 13 mar.       |
| 23 ott.     | 0-0         | Empoli-Crotone       | 1-1           | 13 mar.       |
| 23 ott.     | 4-1         | Perugia-Pescara      | 1-2           | 11 mar.       |
| 23 ott.     | 3-2         | Salernitana-Piacenza | 1-0           | 13 mar.       |
| 23 ott.     | 0-0         | Torino-Cesena        | 0-1           | 13 mar.       |
| 23 ott.     | 0-2         | Treviso-AlbinoLeffe  | 2-2           | 17 mar.       |
| 23 ott.     | 1-2         | Triestina-Verona     | 0-0           | 17 mar.       |
| 22 ott.     | 2-1         | Vicenza-Venezia      | 0-2           | 13 mar.       |

| andata (10ª) | andata (10ª) | 10ª giornata          | ritorno (31ª) | ritorno (31ª) |
|              |              |                       |               |               |
| 26 ott.      | 3-3          | AlbinoLeffe-Triestina | 1-2           | 26 mar.       |
| 26 ott.      | 1-2          | Bari-Ternana          | 1-0           | 26 mar.       |
| 26 ott.      | 2-1          | Cesena-Catanzaro      | 2-2           | 26 mar.       |
| 26 ott.      | 1-1          | Crotone-Catania       | 0-1           | 26 mar.       |
| 26 ott.      | 1-1          | Genoa-Verona          | 1-1           | 26 mar.       |
| 26 ott.      | 1-1          | Modena-Arezzo         | 2-1           | 26 mar.       |
| 26 ott.      | 0-2          | Perugia-Empoli        | 0-1           | 26 mar.       |
| 26 ott.      | 0-2          | Pescara-Torino        | 1-3           | 26 mar.       |
| 26 ott.      | 3-1          | Piacenza-Ascoli       | 0-1           | 26 mar.       |
| 26 ott.      | 2-0          | Venezia-Salernitana   | 0-0           | 26 mar.       |
| 26 ott.      | 0-1          | Vicenza-Treviso       | 0-2           | 26 mar.       |

| andata (9ª) | andata (9ª) | 9ª giornata          | ritorno (30ª) | ritorno (30ª) |
|             |             |                      |               |               |
| 23 ott.     | 2-2         | Arezzo-Genoa         | 1-3           | 13 mar.       |
| 23 ott.     | 3-1         | Ascoli-Bari          | 1-0           | 13 mar.       |
| 23 ott.     | 2-0         | Catania-Ternana      | 0-0           | 14 mar.       |
| 22 ott.     | 2-1         | Catanzaro-Modena     | 0-2           | 13 mar.       |
| 23 ott.     | 0-0         | Empoli-Crotone       | 1-1           | 13 mar.       |
| 23 ott.     | 4-1         | Perugia-Pescara      | 1-2           | 11 mar.       |
| 23 ott.     | 3-2         | Salernitana-Piacenza | 1-0           | 13 mar.       |
| 23 ott.     | 0-0         | Torino-Cesena        | 0-1           | 13 mar.       |
| 23 ott.     | 0-2         | Treviso-AlbinoLeffe  | 2-2           | 17 mar.       |
| 23 ott.     | 1-2         | Triestina-Verona     | 0-0           | 17 mar.       |
| 22 ott.     | 2-1         | Vicenza-Venezia      | 0-2           | 13 mar.       |

| andata (10ª) | andata (10ª) | 10ª giornata          | ritorno (31ª) | ritorno (31ª) |
|              |              |                       |               |               |
| 26 ott.      | 3-3          | AlbinoLeffe-Triestina | 1-2           | 26 mar.       |
| 26 ott.      | 1-2          | Bari-Ternana          | 1-0           | 26 mar.       |
| 26 ott.      | 2-1          | Cesena-Catanzaro      | 2-2           | 26 mar.       |
| 26 ott.      | 1-1          | Crotone-Catania       | 0-1           | 26 mar.       |
| 26 ott.      | 1-1          | Genoa-Verona          | 1-1           | 26 mar.       |
| 26 ott.      | 1-1          | Modena-Arezzo         | 2-1           | 26 mar.       |
| 26 ott.      | 0-2          | Perugia-Empoli        | 0-1           | 26 mar.       |
| 26 ott.      | 0-2          | Pescara-Torino        | 1-3           | 26 mar.       |
| 26 ott.      | 3-1          | Piacenza-Ascoli       | 0-1           | 26 mar.       |
| 26 ott.      | 2-0          | Venezia-Salernitana   | 0-0           | 26 mar.       |
| 26 ott.      | 0-1          | Vicenza-Treviso       | 0-2           | 26 mar.       |

| andata (11ª) | andata (11ª) | 11ª giornata        | ritorno (32ª) | ritorno (32ª) |
|              |              |                     |               |               |
| 30 ott.      | 0-3          | AlbinoLeffe-Genoa   | 2-3           | 9 apr.        |
| 30 ott.      | 1-1          | Arezzo-Cesena       | 1-0           | 1º apr.       |
| 30 ott.      | 2-0          | Ascoli-Vicenza      | 1-1           | 9 apr.        |
| 29 ott.      | 0-1          | Catania-Bari        | 0-1           | 9 apr.        |
| 30 ott.      | 0-0          | Catanzaro-Venezia   | 0-2           | 9 apr.        |
| 30 ott.      | 3-0          | Empoli-Torino       | 0-0           | 9 apr.        |
| 30 ott.      | 0-2          | Salernitana-Pescara | 2-0           | 9 apr.        |
| 1º nov.      | 0-2          | Ternana-Perugia     | 0-4           | 9 apr.        |
| 30 ott.      | 1-1          | Treviso-Piacenza    | 2-3           | 9 apr.        |
| 30 ott.      | 1-0          | Triestina-Crotone   | 2-4           | 9 apr.        |
| 30 ott.      | 3-0          | Verona-Modena       | 0-2           | 10 apr.       |

| andata (12ª) | andata (12ª) | 12ª giornata       | ritorno (33ª) | ritorno (33ª) |
|              |              |                    |               |               |
| 7 nov.       | 1-0          | Bari-Arezzo        | 1-2           | 16 apr.       |
| 7 nov.       | 3-4          | Cesena-Treviso     | 1-3           | 16 apr.       |
| 7 nov.       | 1-2          | Crotone-Ternana    | 1-3           | 16 apr.       |
| 7 nov.       | 2-2          | Genoa-Triestina    | 0-0           | 16 apr.       |
| 5 nov.       | 1-0          | Modena-Salernitana | 2-2           | 16 apr.       |
| 8 nov.       | 1-0          | Pescara-Empoli     | 1-2           | 15 apr.       |
| 7 nov.       | 0-1          | Piacenza-Catania   | 1-1           | 15 apr.       |
| 7 nov.       | 2-0          | Torino-Perugia     | 1-1           | 16 apr.       |
| 7 nov.       | 1-1          | Venezia-Ascoli     | 0-1           | 16 apr.       |
| 7 nov.       | 3-2          | Verona-AlbinoLeffe | 1-1           | 16 apr.       |
| 7 nov.       | 5-0          | Vicenza-Catanzaro  | 1-1           | 16 apr.       |

| andata (11ª) | andata (11ª) | 11ª giornata        | ritorno (32ª) | ritorno (32ª) |
|              |              |                     |               |               |
| 30 ott.      | 0-3          | AlbinoLeffe-Genoa   | 2-3           | 9 apr.        |
| 30 ott.      | 1-1          | Arezzo-Cesena       | 1-0           | 1º apr.       |
| 30 ott.      | 2-0          | Ascoli-Vicenza      | 1-1           | 9 apr.        |
| 29 ott.      | 0-1          | Catania-Bari        | 0-1           | 9 apr.        |
| 30 ott.      | 0-0          | Catanzaro-Venezia   | 0-2           | 9 apr.        |
| 30 ott.      | 3-0          | Empoli-Torino       | 0-0           | 9 apr.        |
| 30 ott.      | 0-2          | Salernitana-Pescara | 2-0           | 9 apr.        |
| 1º nov.      | 0-2          | Ternana-Perugia     | 0-4           | 9 apr.        |
| 30 ott.      | 1-1          | Treviso-Piacenza    | 2-3           | 9 apr.        |
| 30 ott.      | 1-0          | Triestina-Crotone   | 2-4           | 9 apr.        |
| 30 ott.      | 3-0          | Verona-Modena       | 0-2           | 10 apr.       |

| andata (12ª) | andata (12ª) | 12ª giornata       | ritorno (33ª) | ritorno (33ª) |
|              |              |                    |               |               |
| 7 nov.       | 1-0          | Bari-Arezzo        | 1-2           | 16 apr.       |
| 7 nov.       | 3-4          | Cesena-Treviso     | 1-3           | 16 apr.       |
| 7 nov.       | 1-2          | Crotone-Ternana    | 1-3           | 16 apr.       |
| 7 nov.       | 2-2          | Genoa-Triestina    | 0-0           | 16 apr.       |
| 5 nov.       | 1-0          | Modena-Salernitana | 2-2           | 16 apr.       |
| 8 nov.       | 1-0          | Pescara-Empoli     | 1-2           | 15 apr.       |
| 7 nov.       | 0-1          | Piacenza-Catania   | 1-1           | 15 apr.       |
| 7 nov.       | 2-0          | Torino-Perugia     | 1-1           | 16 apr.       |
| 7 nov.       | 1-1          | Venezia-Ascoli     | 0-1           | 16 apr.       |
| 7 nov.       | 3-2          | Verona-AlbinoLeffe | 1-1           | 16 apr.       |
| 7 nov.       | 5-0          | Vicenza-Catanzaro  | 1-1           | 16 apr.       |

| andata (13ª) | andata (13ª) | 13ª giornata       | ritorno (34ª) | ritorno (34ª) |
|              |              |                    |               |               |
| 14 nov.      | 1-1          | Arezzo-AlbinoLeffe | 0-1           | 20 apr.       |
| 12 nov.      | 0-2          | Ascoli-Crotone     | 0-1           | 20 apr.       |
| 13 nov.      | 1-3          | Catania-Genoa      | 0-0           | 20 apr.       |
| 14 nov.      | 1-0          | Catanzaro-Pescara  | 2-3           | 20 apr.       |
| 14 nov.      | 2-1          | Empoli-Modena      | 1-1           | 20 apr.       |
| 14 nov.      | 2-0          | Perugia-Vicenza    | 2-2           | 20 apr.       |
| 14 nov.      | 6-1          | Salernitana-Cesena | 1-1           | 20 apr.       |
| 14 nov.      | 0-1          | Ternana-Piacenza   | 2-0           | 20 apr.       |
| 14 nov.      | 1-1          | Torino-Venezia     | 3-0           | 20 apr.       |
| 14 nov.      | 1-0          | Treviso-Verona     | 1-2           | 20 apr.       |
| 14 nov.      | 0-0          | Triestina-Bari     | 0-2           | 20 apr.       |

| andata (14ª) | andata (14ª) | 14ª giornata        | ritorno (35ª) | ritorno (35ª) |
|              |              |                     |               |               |
| 21 nov.      | 1-1          | AlbinoLeffe-Crotone | 0-1           | 23 apr.       |
| 21 nov.      | 1-3          | Bari-Salernitana    | 2-2           | 23 apr.       |
| 21 nov.      | 1-1          | Catanzaro-Arezzo    | 1-2           | 23 apr.       |
| 21 nov.      | 3-3          | Cesena-Empoli       | 0-0           | 23 apr.       |
| 21 nov.      | 3-0          | Genoa-Ascoli        | 3-0           | 25 apr.       |
| 21 nov.      | 0-1          | Modena-Triestina    | 2-0           | 23 apr.       |
| 21 nov.      | 2-2          | Pescara-Catania     | 1-2           | 23 apr.       |
| 21 nov.      | 2-4          | Piacenza-Perugia    | 1-0           | 23 apr.       |
| 21 nov.      | 1-2          | Venezia-Treviso     | 0-3           | 23 apr.       |
| 19 nov.      | 2-2          | Verona-Ternana      | 1-1           | 23 apr.       |
| 22 nov.      | 1-2          | Vicenza-Torino      | 1-2           | 25 apr.       |

| andata (13ª) | andata (13ª) | 13ª giornata       | ritorno (34ª) | ritorno (34ª) |
|              |              |                    |               |               |
| 14 nov.      | 1-1          | Arezzo-AlbinoLeffe | 0-1           | 20 apr.       |
| 12 nov.      | 0-2          | Ascoli-Crotone     | 0-1           | 20 apr.       |
| 13 nov.      | 1-3          | Catania-Genoa      | 0-0           | 20 apr.       |
| 14 nov.      | 1-0          | Catanzaro-Pescara  | 2-3           | 20 apr.       |
| 14 nov.      | 2-1          | Empoli-Modena      | 1-1           | 20 apr.       |
| 14 nov.      | 2-0          | Perugia-Vicenza    | 2-2           | 20 apr.       |
| 14 nov.      | 6-1          | Salernitana-Cesena | 1-1           | 20 apr.       |
| 14 nov.      | 0-1          | Ternana-Piacenza   | 2-0           | 20 apr.       |
| 14 nov.      | 1-1          | Torino-Venezia     | 3-0           | 20 apr.       |
| 14 nov.      | 1-0          | Treviso-Verona     | 1-2           | 20 apr.       |
| 14 nov.      | 0-0          | Triestina-Bari     | 0-2           | 20 apr.       |

| andata (14ª) | andata (14ª) | 14ª giornata        | ritorno (35ª) | ritorno (35ª) |
|              |              |                     |               |               |
| 21 nov.      | 1-1          | AlbinoLeffe-Crotone | 0-1           | 23 apr.       |
| 21 nov.      | 1-3          | Bari-Salernitana    | 2-2           | 23 apr.       |
| 21 nov.      | 1-1          | Catanzaro-Arezzo    | 1-2           | 23 apr.       |
| 21 nov.      | 3-3          | Cesena-Empoli       | 0-0           | 23 apr.       |
| 21 nov.      | 3-0          | Genoa-Ascoli        | 3-0           | 25 apr.       |
| 21 nov.      | 0-1          | Modena-Triestina    | 2-0           | 23 apr.       |
| 21 nov.      | 2-2          | Pescara-Catania     | 1-2           | 23 apr.       |
| 21 nov.      | 2-4          | Piacenza-Perugia    | 1-0           | 23 apr.       |
| 21 nov.      | 1-2          | Venezia-Treviso     | 0-3           | 23 apr.       |
| 19 nov.      | 2-2          | Verona-Ternana      | 1-1           | 23 apr.       |
| 22 nov.      | 1-2          | Vicenza-Torino      | 1-2           | 25 apr.       |

| andata (15ª) | andata (15ª) | 15ª giornata        | ritorno (36ª) | ritorno (36ª) |
|              |              |                     |               |               |
| 28 nov.      | 2-0          | Arezzo-Piacenza     | 0-3           | 30 apr.       |
| 28 nov.      | 0-0          | Catania-AlbinoLeffe | 0-1           | 30 apr.       |
| 28 nov.      | 2-2          | Crotone-Verona      | 0-0           | 30 apr.       |
| 26 nov.      | 2-0          | Empoli-Catanzaro    | 3-2           | 2 mag.        |
| 29 nov.      | 0-0          | Perugia-Venezia     | 4-2           | 30 apr.       |
| 28 nov.      | 2-1          | Pescara-Cesena      | 1-1           | 30 apr.       |
| 28 nov.      | 3-1          | Salernitana-Vicenza | 1-4           | 30 apr.       |
| 28 nov.      | 0-1          | Ternana-Genoa       | 1-1           | 30 apr.       |
| 28 nov.      | 0-3          | Torino-Modena       | 0-0           | 30 apr.       |
| 28 nov.      | 2-0          | Treviso-Bari        | 1-1           | 29 apr.       |
| 28 nov.      | 1-1          | Triestina-Ascoli    | 1-1           | 30 apr.       |

| andata (16ª) | andata (16ª) | 16ª giornata            | ritorno (37ª) | ritorno (37ª) |
|              |              |                         |               |               |
| 5 dic.       | 1-2          | AlbinoLeffe-Salernitana | 1-1           | 9 mag.        |
| 3 dic.       | 0-0          | Arezzo-Torino           | 0-1           | 7 mag.        |
| 5 dic.       | 0-0          | Ascoli-Ternana          | 0-2           | 7 mag.        |
| 5 dic.       | 2-0          | Bari-Venezia            | 0-1           | 7 mag.        |
| 5 dic.       | 1-3          | Catanzaro-Perugia       | 1-3           | 7 mag.        |
| 5 dic.       | 3-0          | Cesena-Modena           | 0-4           | 6 mag.        |
| 5 dic.       | 1-0          | Genoa-Crotone           | 0-0           | 7 mag.        |
| 5 dic.       | 0-0          | Treviso-Catania         | 0-3           | 7 mag.        |
| 6 dic.       | 0-2          | Triestina-Piacenza      | 0-0           | 7 mag.        |
| 5 dic.       | 1-1          | Verona-Pescara          | 1-1           | 7 mag.        |
| 5 dic.       | 2-1          | Vicenza-Empoli          | 1-2           | 7 mag.        |

| andata (15ª) | andata (15ª) | 15ª giornata        | ritorno (36ª) | ritorno (36ª) |
|              |              |                     |               |               |
| 28 nov.      | 2-0          | Arezzo-Piacenza     | 0-3           | 30 apr.       |
| 28 nov.      | 0-0          | Catania-AlbinoLeffe | 0-1           | 30 apr.       |
| 28 nov.      | 2-2          | Crotone-Verona      | 0-0           | 30 apr.       |
| 26 nov.      | 2-0          | Empoli-Catanzaro    | 3-2           | 2 mag.        |
| 29 nov.      | 0-0          | Perugia-Venezia     | 4-2           | 30 apr.       |
| 28 nov.      | 2-1          | Pescara-Cesena      | 1-1           | 30 apr.       |
| 28 nov.      | 3-1          | Salernitana-Vicenza | 1-4           | 30 apr.       |
| 28 nov.      | 0-1          | Ternana-Genoa       | 1-1           | 30 apr.       |
| 28 nov.      | 0-3          | Torino-Modena       | 0-0           | 30 apr.       |
| 28 nov.      | 2-0          | Treviso-Bari        | 1-1           | 29 apr.       |
| 28 nov.      | 1-1          | Triestina-Ascoli    | 1-1           | 30 apr.       |

| andata (16ª) | andata (16ª) | 16ª giornata            | ritorno (37ª) | ritorno (37ª) |
|              |              |                         |               |               |
| 5 dic.       | 1-2          | AlbinoLeffe-Salernitana | 1-1           | 9 mag.        |
| 3 dic.       | 0-0          | Arezzo-Torino           | 0-1           | 7 mag.        |
| 5 dic.       | 0-0          | Ascoli-Ternana          | 0-2           | 7 mag.        |
| 5 dic.       | 2-0          | Bari-Venezia            | 0-1           | 7 mag.        |
| 5 dic.       | 1-3          | Catanzaro-Perugia       | 1-3           | 7 mag.        |
| 5 dic.       | 3-0          | Cesena-Modena           | 0-4           | 6 mag.        |
| 5 dic.       | 1-0          | Genoa-Crotone           | 0-0           | 7 mag.        |
| 5 dic.       | 0-0          | Treviso-Catania         | 0-3           | 7 mag.        |
| 6 dic.       | 0-2          | Triestina-Piacenza      | 0-0           | 7 mag.        |
| 5 dic.       | 1-1          | Verona-Pescara          | 1-1           | 7 mag.        |
| 5 dic.       | 2-1          | Vicenza-Empoli          | 1-2           | 7 mag.        |

| andata (17ª) | andata (17ª) | 17ª giornata        | ritorno (38ª) | ritorno (38ª) |
|              |              |                     |               |               |
| 10 dic.      | 1-1          | Cesena-Genoa        | 3-3           | 14 mag.       |
| 13 dic.      | 2-2          | Crotone-Treviso     | 2-2           | 14 mag.       |
| 12 dic.      | 0-0          | Empoli-Catania      | 3-1           | 14 mag.       |
| 12 dic.      | 2-1          | Modena-Vicenza      | 2-2           | 14 mag.       |
| 12 dic.      | 0-2          | Perugia-Verona      | 2-1           | 13 mag.       |
| 12 dic.      | 0-2          | Pescara-Ascoli      | 0-1           | 14 mag.       |
| 12 dic.      | 1-1          | Piacenza-Bari       | 0-1           | 14 mag.       |
| 12 dic.      | 2-0          | Salernitana-Arezzo  | 0-1           | 14 mag.       |
| 12 dic.      | 1-0          | Ternana-AlbinoLeffe | 1-3           | 14 mag.       |
| 12 dic.      | 3-0          | Torino-Catanzaro    | 1-1           | 14 mag.       |
| 12 dic.      | 1-2          | Venezia-Triestina   | 1-1           | 16 mag.       |

| andata (18ª) | andata (18ª) | 18ª giornata         | ritorno (39ª) | ritorno (39ª) |
|              |              |                      |               |               |
| 19 dic.      | 3-0          | AlbinoLeffe-Piacenza | 1-1           | 21 mag.       |
| 19 dic.      | 1-2          | Arezzo-Perugia       | 0-1           | 21 mag.       |
| 20 dic.      | 4-0          | Ascoli-Cesena        | 2-1           | 21 mag.       |
| 19 dic.      | 2-2          | Bari-Modena          | 0-0           | 21 mag.       |
| 17 dic.      | 2-1          | Catania-Salernitana  | 0-1           | 21 mag.       |
| 19 dic.      | 2-0          | Crotone-Venezia      | 0-0           | 21 mag.       |
| 19 dic.      | 3-2          | Genoa-Empoli         | 0-0           | 21 mag.       |
| 19 dic.      | 0-0          | Ternana-Pescara      | 1-1           | 21 mag.       |
| 19 dic.      | 2-0          | Treviso-Catanzaro    | 4-1           | 21 mag.       |
| 19 dic.      | 0-1          | Triestina-Torino     | 0-1           | 21 mag.       |
| 19 dic.      | 5-3          | Verona-Vicenza       | 0-0           | 21 mag.       |

| andata (17ª) | andata (17ª) | 17ª giornata        | ritorno (38ª) | ritorno (38ª) |
|              |              |                     |               |               |
| 10 dic.      | 1-1          | Cesena-Genoa        | 3-3           | 14 mag.       |
| 13 dic.      | 2-2          | Crotone-Treviso     | 2-2           | 14 mag.       |
| 12 dic.      | 0-0          | Empoli-Catania      | 3-1           | 14 mag.       |
| 12 dic.      | 2-1          | Modena-Vicenza      | 2-2           | 14 mag.       |
| 12 dic.      | 0-2          | Perugia-Verona      | 2-1           | 13 mag.       |
| 12 dic.      | 0-2          | Pescara-Ascoli      | 0-1           | 14 mag.       |
| 12 dic.      | 1-1          | Piacenza-Bari       | 0-1           | 14 mag.       |
| 12 dic.      | 2-0          | Salernitana-Arezzo  | 0-1           | 14 mag.       |
| 12 dic.      | 1-0          | Ternana-AlbinoLeffe | 1-3           | 14 mag.       |
| 12 dic.      | 3-0          | Torino-Catanzaro    | 1-1           | 14 mag.       |
| 12 dic.      | 1-2          | Venezia-Triestina   | 1-1           | 16 mag.       |

| andata (18ª) | andata (18ª) | 18ª giornata         | ritorno (39ª) | ritorno (39ª) |
|              |              |                      |               |               |
| 19 dic.      | 3-0          | AlbinoLeffe-Piacenza | 1-1           | 21 mag.       |
| 19 dic.      | 1-2          | Arezzo-Perugia       | 0-1           | 21 mag.       |
| 20 dic.      | 4-0          | Ascoli-Cesena        | 2-1           | 21 mag.       |
| 19 dic.      | 2-2          | Bari-Modena          | 0-0           | 21 mag.       |
| 17 dic.      | 2-1          | Catania-Salernitana  | 0-1           | 21 mag.       |
| 19 dic.      | 2-0          | Crotone-Venezia      | 0-0           | 21 mag.       |
| 19 dic.      | 3-2          | Genoa-Empoli         | 0-0           | 21 mag.       |
| 19 dic.      | 0-0          | Ternana-Pescara      | 1-1           | 21 mag.       |
| 19 dic.      | 2-0          | Treviso-Catanzaro    | 4-1           | 21 mag.       |
| 19 dic.      | 0-1          | Triestina-Torino     | 0-1           | 21 mag.       |
| 19 dic.      | 5-3          | Verona-Vicenza       | 0-0           | 21 mag.       |

| andata (19ª) | andata (19ª) | 19ª giornata       | ritorno (40ª) | ritorno (40ª) |
|              |              |                    |               |               |
| 6 gen.       | 1-1          | Catanzaro-Genoa    | 1-3           | 28 mag.       |
| 6 gen.       | 2-1          | Cesena-AlbinoLeffe | 1-1           | 28 mag.       |
| 6 gen.       | 0-1          | Empoli-Treviso     | 1-0           | 28 mag.       |
| 6 gen.       | 1-0          | Modena-Catania     | 1-0           | 28 mag.       |
| 6 gen.       | 2-0          | Perugia-Ascoli     | 1-0           | 28 mag.       |
| 6 gen.       | 2-2          | Pescara-Bari       | 1-1           | 28 mag.       |
| 6 gen.       | 3-0          | Piacenza-Crotone   | 0-1           | 28 mag.       |
| 6 gen.       | 1-2          | Salernitana-Verona | 1-1           | 28 mag.       |
| 6 gen.       | 2-1          | Torino-Ternana     | 1-1           | 28 mag.       |
| 6 gen.       | 1-2          | Venezia-Arezzo     | 0-1           | 28 mag.       |
| 6 gen.       | 2-1          | Vicenza-Triestina  | 1-1           | 28 mag.       |

| andata (20ª) | andata (20ª) | 20ª giornata       | ritorno (41ª) | ritorno (41ª) |
|              |              |                    |               |               |
| 9 gen.       | 2-1          | AlbinoLeffe-Torino | 1-3           | 5 giu.        |
| 10 gen.      | 1-1          | Arezzo-Empoli      | 1-1           | 5 giu.        |
| 9 gen.       | 3-2          | Ascoli-Salernitana | 1-2           | 5 giu.        |
| 10 gen.      | 3-0          | Bari-Vicenza       | 0-0           | 5 giu.        |
| 9 gen.       | 1-1          | Catania-Venezia    | 1-1           | 5 giu.        |
| 9 gen.       | 3-0          | Crotone-Pescara    | 4-1           | 5 giu.        |
| 9 gen.       | 1-0          | Genoa-Piacenza     | 2-2           | 5 giu.        |
| 9 gen.       | 1-0          | Ternana-Cesena     | 0-2           | 5 giu.        |
| 9 gen.       | 1-2          | Treviso-Modena     | 1-1           | 5 giu.        |
| 9 gen.       | 0-0          | Triestina-Perugia  | 0-1           | 5 giu.        |
| 9 gen.       | 4-1          | Verona-Catanzaro   | 1-1           | 5 giu.        |

| andata (19ª) | andata (19ª) | 19ª giornata       | ritorno (40ª) | ritorno (40ª) |
|              |              |                    |               |               |
| 6 gen.       | 1-1          | Catanzaro-Genoa    | 1-3           | 28 mag.       |
| 6 gen.       | 2-1          | Cesena-AlbinoLeffe | 1-1           | 28 mag.       |
| 6 gen.       | 0-1          | Empoli-Treviso     | 1-0           | 28 mag.       |
| 6 gen.       | 1-0          | Modena-Catania     | 1-0           | 28 mag.       |
| 6 gen.       | 2-0          | Perugia-Ascoli     | 1-0           | 28 mag.       |
| 6 gen.       | 2-2          | Pescara-Bari       | 1-1           | 28 mag.       |
| 6 gen.       | 3-0          | Piacenza-Crotone   | 0-1           | 28 mag.       |
| 6 gen.       | 1-2          | Salernitana-Verona | 1-1           | 28 mag.       |
| 6 gen.       | 2-1          | Torino-Ternana     | 1-1           | 28 mag.       |
| 6 gen.       | 1-2          | Venezia-Arezzo     | 0-1           | 28 mag.       |
| 6 gen.       | 2-1          | Vicenza-Triestina  | 1-1           | 28 mag.       |

| andata (20ª) | andata (20ª) | 20ª giornata       | ritorno (41ª) | ritorno (41ª) |
|              |              |                    |               |               |
| 9 gen.       | 2-1          | AlbinoLeffe-Torino | 1-3           | 5 giu.        |
| 10 gen.      | 1-1          | Arezzo-Empoli      | 1-1           | 5 giu.        |
| 9 gen.       | 3-2          | Ascoli-Salernitana | 1-2           | 5 giu.        |
| 10 gen.      | 3-0          | Bari-Vicenza       | 0-0           | 5 giu.        |
| 9 gen.       | 1-1          | Catania-Venezia    | 1-1           | 5 giu.        |
| 9 gen.       | 3-0          | Crotone-Pescara    | 4-1           | 5 giu.        |
| 9 gen.       | 1-0          | Genoa-Piacenza     | 2-2           | 5 giu.        |
| 9 gen.       | 1-0          | Ternana-Cesena     | 0-2           | 5 giu.        |
| 9 gen.       | 1-2          | Treviso-Modena     | 1-1           | 5 giu.        |
| 9 gen.       | 0-0          | Triestina-Perugia  | 0-1           | 5 giu.        |
| 9 gen.       | 4-1          | Verona-Catanzaro   | 1-1           | 5 giu.        |

| \| andata (21ª) \| andata (21ª) \| 21ª giornata \| ritorno (42ª) \| ritorno (42ª) \| \| \| \| \| \| \| \| 16 gen. \| 1-4 \| Catanzaro-Ternana \| 2-3 \| 11 giu. \| \| 16 gen. \| 1-0 \| Cesena-Catania \| 0-2 \| 11 giu. \| \| 16 gen. \| 0-0 \| Empoli-Bari \| 1-4 \| 11 giu. \| \| 16 gen. \| 0-1 \| Modena-Ascoli \| 0-1 \| 11 giu. \| \| 16 gen. \| 1-0 \| Perugia-AlbinoLeffe \| 1-0 \| 11 giu. \| \| 14 gen. \| 2-1 \| Pescara-Triestina \| 0-3 \| 11 giu. \| \| 17 gen. \| 1-0 \| Piacenza-Verona \| 0-1 \| 11 giu. \| \| 16 gen. \| 1-1 \| Salernitana-Crotone \| 1-4 \| 11 giu. \| \| 16 gen. \| 1-2 \| Torino-Treviso \| 1-0 \| 11 giu. \| \| 16 gen. \| 0-3 \| Venezia-Genoa \| 2-3 \| 11 giu. \| \| 16 gen. \| 1-1 \| Vicenza-Arezzo \| 0-3 \| 11 giu. \| |              |                     |               |               |
| andata (21ª) | andata (21ª) | 21ª giornata        | ritorno (42ª) | ritorno (42ª) |
| |              |                     |               |               |
| 16 gen. | 1-4          | Catanzaro-Ternana   | 2-3           | 11 giu.       |
| 16 gen. | 1-0          | Cesena-Catania      | 0-2           | 11 giu.       |
| 16 gen. | 0-0          | Empoli-Bari         | 1-4           | 11 giu.       |
| 16 gen. | 0-1          | Modena-Ascoli       | 0-1           | 11 giu.       |
| 16 gen. | 1-0          | Perugia-AlbinoLeffe | 1-0           | 11 giu.       |
| 14 gen. | 2-1          | Pescara-Triestina   | 0-3           | 11 giu.       |
| 17 gen. | 1-0          | Piacenza-Verona     | 0-1           | 11 giu.       |
| 16 gen. | 1-1          | Salernitana-Crotone | 1-4           | 11 giu.       |
| 16 gen. | 1-2          | Torino-Treviso      | 1-0           | 11 giu.       |
| 16 gen. | 0-3          | Venezia-Genoa       | 2-3           | 11 giu.       |
| 16 gen. | 1-1          | Vicenza-Arezzo      | 0-3           | 11 giu.       |

| andata (21ª) | andata (21ª) | 21ª giornata        | ritorno (42ª) | ritorno (42ª) |
|              |              |                     |               |               |
| 16 gen.      | 1-4          | Catanzaro-Ternana   | 2-3           | 11 giu.       |
| 16 gen.      | 1-0          | Cesena-Catania      | 0-2           | 11 giu.       |
| 16 gen.      | 0-0          | Empoli-Bari         | 1-4           | 11 giu.       |
| 16 gen.      | 0-1          | Modena-Ascoli       | 0-1           | 11 giu.       |
| 16 gen.      | 1-0          | Perugia-AlbinoLeffe | 1-0           | 11 giu.       |
| 14 gen.      | 2-1          | Pescara-Triestina   | 0-3           | 11 giu.       |
| 17 gen.      | 1-0          | Piacenza-Verona     | 0-1           | 11 giu.       |
| 16 gen.      | 1-1          | Salernitana-Crotone | 1-4           | 11 giu.       |
| 16 gen.      | 1-2          | Torino-Treviso      | 1-0           | 11 giu.       |
| 16 gen.      | 0-3          | Venezia-Genoa       | 2-3           | 11 giu.       |
| 16 gen.      | 1-1          | Vicenza-Arezzo      | 0-3           | 11 giu.       |

## Spareggi

### Play-off

#### Tabellone
|  | Semifinali | Semifinali | Semifinali | Semifinali | Semifinali |  |  | Finale  | Finale  | Finale | Finale | Finale |  |
|  |            |            |            |            |            |  |  |         |         |        |        |        |  |
|  | 5          | Treviso    | 0          | 0          | 0          |  |  |         |         |        |        |        |  |
|  | 4          | Perugia    | 1          | 2          | 3          |  |  | Perugia | Perugia | 1      | 1      | 2      |  |
|  | 6          | Ascoli     | 0          | 1          | 1          |  |  | Torino  | Torino  | 2      | 0      | 2      |  |
|  | 3          | Torino     | 1          | 2          | 3          |  |  |         |         |        |        |        |  |

#### Semifinali
|         | Risultati |         | Luogo e data                  |
| ------- | --------- | ------- | ----------------------------- |
| Treviso | 0-1       | Perugia | Treviso, 16 giugno 2005       |
| Perugia | 2-0       | Treviso | Perugia, 19 giugno 2005       |
|         |           |         |                               |
| Ascoli  | 0-1       | Torino  | Ascoli Piceno, 16 giugno 2005 |
| Torino  | 2-1       | Ascoli  | Torino, 19 giugno 2005        |
|         |           |         |                               |

#### Finali
|         | Risultati   |         | Luogo e data            |
| ------- | ----------- | ------- | ----------------------- |
| Perugia | 1-2         | Torino  | Perugia, 23 giugno 2005 |
| Torino  | 0-1 (d.t.s) | Perugia | Torino, 26 giugno 2005  |
|         |             |         |                         |

### Play-out
|           | Risultati |           | Luogo e data            |
| --------- | --------- | --------- | ----------------------- |
| Triestina | 2-0       | Vicenza   | Trieste, 19 giugno 2005 |
| Vicenza   | 0-2       | Triestina | Vicenza, 25 giugno 2005 |
|           |           |           |                         |

## Statistiche

### Squadre

#### Capoliste solitarie
|    | —— | —— | —— | ——  | ——     | ——     | ——     | ——     | ——     | ——     | ——     | ——     | ——     | ——     | ——    | ——    | ——    | ——    | ——    | ——    | ——    | ——    | ——    | ——    | ——    | ——    | ——    | ——    | ——    | ——    | ——    | ——    | ——    | ——    | ——    | ——    | ——     | ——     | ——     | ——     | ——  | —— |  |
|    |    |    |    | Tor | Empoli | Empoli | Empoli | Empoli | Empoli | Empoli | Empoli | Empoli | Empoli | Empoli | Genoa | Genoa | Genoa | Genoa | Genoa | Genoa | Genoa | Genoa | Genoa | Genoa | Genoa | Genoa | Genoa | Genoa | Genoa | Genoa | Genoa | Genoa | Genoa | Genoa | Genoa | Genoa | Empoli | Empoli | Empoli | Empoli | Gen |    |  |
|    |    |    |    |     |        |        |        |        |        |        |        |        |        |        |       |       |       |       |       |       |       |       |       |       |       |       |       |       |       |       |       |       |       |       |       |       |        |        |        |        |     |    |  |
|    |    |    |    |     |        |        |        |        |        |        |        |        |        |        |       |       |       |       |       |       |       |       |       |       |       |       |       |       |       |       |       |       |       |       |       |       |        |        |        |        |     |    |  |
| 1ª | 2ª | 3ª | 4ª | 5ª  | 6ª     | 7ª     | 8ª     | 9ª     | 10ª    | 11ª    | 12ª    | 13ª    | 14ª    | 15ª    | 16ª   | 17ª   | 18ª   | 19ª   | 20ª   | 21ª   | 22ª   | 23ª   | 24ª   | 25ª   | 26ª   | 27ª   | 28ª   | 29ª   | 30ª   | 31ª   | 32ª   | 33ª   | 34ª   | 35ª   | 36ª   | 37ª   | 38ª    | 39ª    | 40ª    | 41ª    | 42ª |    |  |

#### Primati stagionali
Squadre
- Maggior numero di vittorie: Perugia e Torino (21)
- Minor numero di sconfitte: Genoa (4)
- Maggior numero di pareggi: Genoa (19)
- Minor numero di vittorie: Catanzaro (5)
- Maggior numero di sconfitte: Catanzaro (26)
- Minor numero di pareggi: Piacenza (8)
- Migliore attacco: Genoa (72 gol fatti)
- Miglior difesa: Torino (31 gol subiti)
- Miglior differenza reti: Genoa (+28)
- Peggiore attacco: Venezia (33 gol fatti)
- Peggior difesa: Catanzaro (82 gol subiti)
- Peggior differenza reti: Catanzaro (-42)
- Peggior quoziente-reti: Catanzaro (0,49)
- Miglior seria positiva: Empoli (22)

Partite
- Partita con più reti segnate: Verona-Arezzo 5-3 e Verona-Vicenza 5-3 (8)
- Partita con il maggiore scarto di reti: Salernitana-Cesena 6-1, Genoa-Salernitana 5-0 e Vicenza-Catanzaro 5-0 (5)

### Individuali

#### Classifica marcatori
| Gol | Rigori |  | Giocatore           | Squadra     |
| --- | ------ |  | ------------------- | ----------- |
| 22  | 3      |  | Gionatha Spinesi    | Arezzo      |
| 21  | 6      |  | Diego Milito        | Genoa       |
| 19  | 10     |  | Francesco Tavano    | Empoli      |
| 17  |        |  | Roberto Stellone    | Genoa       |
| 17  |        |  | Erjon Bogdani       | Verona      |
| 17  | 2      |  | Cristian Bucchi     | Ascoli      |
| 16  |        |  | Mario Frick         | Ternana     |
| 15  | 4      |  | Raffaele Palladino  | Salernitana |
| 14  | 1      |  | Massimo Marazzina   | Torino      |
| 14  | 3      |  | Denis Godeas        | Triestina   |
| 13  | 1      |  | Elvis Abbruscato    | Arezzo      |
| 13  | 2      |  | Simone Cavalli      | Cesena      |
| 13  | 5      |  | Giorgio Corona      | Catanzaro   |
| 12  |        |  | Paulo Vitor Barreto | Treviso     |
| 12  |        |  | Simone Pepe         | Piacenza    |
| 12  | 3      |  | Stefan Schwoch      | Vicenza     |